# Zhou Enlai
Vous lisez un « article de qualité » labellisé en 2013.
Pour les articles homonymes, voir Zhou.
Dans ce nom chinois, le nom de famille, Zhou, précède le nom personnel.
Zhou Enlai (chinois simplifié : 周恩来 ; chinois traditionnel : 周恩來 ; pinyin : Zhōu Ēnlái ; Wade : Chou En-lai ; EFEO : Tcheou Ngen-lai), né le 5 mars 1898 à Huaiyin (aujourd'hui Huai'an, Jiangsu) et mort le 8 janvier 1976 à Pékin, est un homme d'État chinois. Il est le premier Premier ministre de la république populaire de Chine, sous les ordres de Mao Zedong d'octobre 1949 jusqu'à sa mort. Il a joué un rôle dans la consolidation du contrôle du pouvoir du Parti communiste chinois, a mis en place une politique étrangère et a développé l'économie de la république populaire de Chine.
Diplomate habile et qualifié, Zhou Enlai est ministre des Affaires étrangères entre 1949 et 1958. Préconisant une coexistence pacifique avec l'Occident après l'impasse de la guerre de Corée, il participe aux accords de Genève en 1954 et aide à orchestrer la visite de Richard Nixon en Chine en 1972. Il est à l'origine des politiques menées face aux crises diplomatiques avec les États-Unis, Taïwan, l'Union soviétique (après 1960), l'Inde et le Viêt Nam. Zhou Enlai est également connu pour être un soutien de longue date de Mao Zedong, en particulier en ce qui concerne la politique étrangère chinoise. Leurs personnalités opposées en ont fait une équipe efficace selon Henry Kissinger, le diplomate américain qui a beaucoup travaillé avec les deux hommes :
« Mao dominait tous les rassemblements ; Zhou s'en imprégnait. La passion de Mao s'efforçait d'écraser l'opposition ; l'intelligence de Zhou cherchait à la persuader ou la manipuler. Mao était sardonique ; Zhou perspicace. Mao se considérait comme un philosophe ; Zhou comme un administrateur ou un négociateur. Mao était avide d'accélérer l'histoire ; Zhou se contentait de l'exploiter. »
En grande partie grâce à son expertise, Zhou Enlai parvient à survivre aux purges des grands dirigeants durant la révolution culturelle des années 1960. Ses tentatives de réduire les dommages des Gardes rouges et ses efforts pour protéger les autres de la colère de ces derniers l'ont rendu très populaire après les événements. Alors que la santé de Mao commence à décliner en 1971 et 1972, Zhou et la bande des Quatre mènent une lutte interne pour prendre la direction de la Chine. Mais la santé de Zhou Enlai est également défaillante et il meurt huit mois avant Mao Zedong, le 8 janvier 1976. L'effusion de chagrin du peuple à Pékin tourne à la colère envers la bande des Quatre, menant au mouvement du 5 Avril. Bien que Hua Guofeng lui succède, c'est Deng Xiaoping, l'allié de Zhou Enlai, qui parvient à vaincre politiquement la bande des Quatre et à prendre finalement la place de Mao Zedong en tant que chef suprême de la Chine en 1977.

## Jeunesse

### Enfance

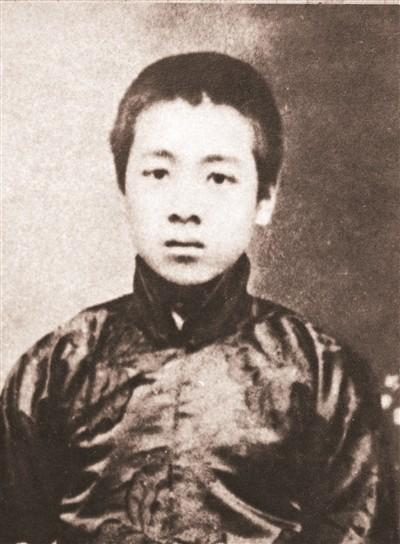
Zhou Enlai en 1912.

Zhou Enlai est né à Huai'an dans la province du Jiangsu, le 5 mars 1898. Il est le fils aîné de sa famille. Les Zhou sont originaires de Shaoxing dans la province du Zhejiang. À la fin de la dynastie Qing, Shaoxing est réputée pour les familles telles que les Zhou, dont les membres sont greffiers du gouvernement (shiye) de génération en génération. Pour grimper les échelons de la fonction publique, les hommes de ces familles sont souvent mutés, et dans les dernières années de la dynastie Qing, la famille Zhou déménage à Huai'an. Après cela, toutefois, elle continue à considérer Shaoxing comme sa résidence ancestrale.
Le grand-père d'Enlai, Zhou Panlong, et son grand-oncle, Zhou Jun'ang, sont les premiers membres de la famille à déménager à Huai'an. Panlong réussit les examens provinciaux et Zhou Enlai prétend par la suite qu'il a servi en tant que magistrat dans le comté de Huai'an, même si une étude récente le contredit. Le père d'Enlai, Zhou Yineng, est le second des quatre fils de Panlong. Sa mère, dont le nom de jeune fille est Wan, est la fille d'un important fonctionnaire du Jiangsu. Durant la révolution culturelle, les origines d'une famille rouge (pauvre) sont devenues essentielles pour entrer au service du gouvernement. Zhou Enlai doit donc remonter à la mère de sa mère qui était la fille d'un fermier afin de trouver un membre de la famille qualifié de rouge.
Comme beaucoup d'autres, la fortune économique des fonctionnaires de la famille Zhou est éprouvée par la grande récession économique dont souffre la Chine au début du XXe siècle. Zhou Yineng est réputé honnête, bon, intelligent et préoccupé des autres, mais il est également connu pour sa faiblesse, son manque de discipline et de détermination. Sa vie personnelle n'est pas un grand succès et il parcourt la Chine pour exercer divers métiers, travaillant à Pékin, dans le Shandong, dans l'Anhui, à Shenyang, en Mongolie-Intérieure et au Sichuan. Enlai se souvient qu'il était toujours en dehors de la maison et incapable de soutenir sa famille.
Peu après sa naissance, Enlai est adopté par le plus jeune frère de son père, Zhou Yigan, qui souffre de tuberculose. Apparemment, cette adoption aurait été arrangée de crainte que celui-ci ne meure avant d'avoir un héritier,. Il décède en effet peu après l'adoption et Enlai est par la suite élevé par sa veuve, madame Chen. Cette dernière est également issue d'une famille de fonctionnaires et a reçu une éducation traditionnelle. Selon les dires d'Enlai, il est très proche de sa mère adoptive et lui doit son intérêt futur pour la littérature et l'opéra chinois. Elle lui apprend à lire et à écrire dès son plus jeune âge, ce qui lui permet de prétendre avoir lu le roman traditionnel en langue vernaculaire Le Voyage en Occident à seulement six ans. À huit ans, il lit d'autres romans classiques chinois dont Au bord de l'eau, Les Trois Royaumes et Le Rêve dans le pavillon rouge.
La mère biologique de Zhou Enlai meurt en 1907 alors qu'il n'a que 9 ans et sa mère adoptive en 1908. Son père travaille dans le Hubei, loin du Jiangsu, donc Enlai et ses deux jeunes frères retournent à Huai'an pour vivre avec le plus jeune frère de leur père, Yikui, pour les deux années suivantes. En 1910, l'oncle Yigeng, le frère aîné de Yineng, se propose de recueillir Enlai. La famille à Huai'an est d'accord et il est donc envoyé auprès de son oncle en Mandchourie à Shenyang, où ce dernier travaille en tant que fonctionnaire d'État. Le père d'Enlai aurait également vécu en Mandchourie à cette époque et le garçon aurait vécu un moment avec lui. Après cela, les contacts avec son père s'espacent jusqu'à sa mort en 1941.

### Éducation
À Shenyang, Enlai intègre la Dongguan Model Academy, une école de style occidental. Avant celle-ci, il a uniquement suivi un enseignement à domicile. En plus de nouvelles matières comme l'anglais et les sciences, Enlai prend également connaissance des écrits de réformateurs et de radicaux tels que Liang Qichao, Kang Youwei, Chen Tianhua, Zou Rong et Zhang Binglin,. À quatorze ans, il déclare que sa motivation pour continuer ses études est de « devenir un grand homme qui prendra de grandes responsabilités du pays dans le futur ». En 1913, son oncle est muté à Tianjin, où le jeune homme intègre le renommé Lycée de Nankai.
L'établissement a été fondé par Yan Xiu, un important fonctionnaire et philanthrope, et est dirigé par Zhang Boling, un des plus célèbres éducateurs chinois du XXe siècle. Les méthodes d'enseignement de Nankai sont insolites pour les standards chinois de l'époque. Lorsqu'Enlai intègre le lycée, celui-ci a adopté le modèle d'éducation de la Phillips Academy aux États-Unis. La réputation de l'école, avec sa routine quotidienne très disciplinaire et un code moral strict, attire de nombreux étudiants qui deviennent par la suite d'importants personnages de la vie publique. Parmi les amis et camarades de classe de Zhou Enlai, on retrouve Ma Jun (un des premiers dirigeants communistes, exécuté en 1927) ou Wu Guozhen (futur maire de Shanghai et gouverneur de Taïwan sous le Parti nationaliste). Les talents de Zhou attirent l'attention de Yan Xiu et Zhang Boling, si bien que Yan l'aidera par la suite à payer ses études au Japon et en France.
Yan est tellement impressionné par Zhou Enlai qu'il lui propose d'épouser sa fille, mais ce dernier refuse. Il expliquera par la suite son refus en affirmant qu'il avait peur de ne pas atteindre les perspectives financières imaginées par Yan et que ce dernier, en tant que beau-père, aurait alors pris le contrôle de sa vie.
Zhou Enlai mène à bien ses études à Nankai. Il excelle en chinois, gagne plusieurs récompenses au club de débats de l'école et devient éditeur du journal du lycée lors de sa dernière année dans l'établissement. Il est également très actif dans le jeu et la production de pièces de théâtre, ce qui lui apporte une certaine popularité parmi les autres étudiants. Nankai conserve un certain nombre d'essais et articles écrits par Enlai à cette époque. Ces derniers reflètent la discipline, l'entraînement et l'amour du pays que les fondateurs de l'établissement tentent d'inculquer aux étudiants. À la fin de sa quatrième année à Nankai en juin 1917, Zhou Enlai fait partie des cinq étudiants honorés à la cérémonie de remise des diplômes et est un des deux valedictorians.
Au moment de devenir diplômé de Nankai, les enseignements de Zhang Boling sur le gong (esprit public) et le neng (capacité) ont une grande influence sur Enlai. Sa participation à des débats et des représentations théâtrales contribuent à développer son éloquence et ses qualités de persuasion. Il quitte Nankai avec un grand désir d'intégrer la fonction publique et d'acquérir les compétences nécessaires à cela.
Suivant plusieurs de ses camarades de classe, il part au Japon en juillet 1917 pour poursuivre ses études. Pendant deux ans dans ce pays, il passe la plupart de son temps à l'East Asian Higher Preparatory School, une école de langues pour les étudiants chinois. Ses études sont financées par ses oncles et le fondateur de Nankai, Yan Xiu. Mais leurs fonds sont limités et durant cette période le Japon subit une sévère inflation. À l'origine, Enlai souhaite remporter une des bourses offertes par le gouvernement chinois, conditionnées à la réussite aux examens d'admission des universités japonaises. Il participe à au moins deux concours mais ne parvient pas à être admis. Ses anxiétés sont aggravées par la mort de son oncle, Zhou Yikui, une incapacité à maîtriser le Japonais et un chauvinisme culturel japonais aigu qui discrimine les Chinois. Zhou Enlai rentre donc en Chine durant l'été 1919. Il est fortement déçu de la culture japonaise et rejette l'idée que le modèle politique japonais est pertinent pour la Chine.
Les journaux intimes et lettres de Zhou Enlai lors de sa période à Tokyo montrent un intérêt certain pour la politique et les événements en cours, en particulier la révolution russe de 1917 et la nouvelle politique des Bolcheviques. il commence à lire le magazine progressiste et d'extrême gauche de Chen Duxiu, Nouvelle jeunesse. Il lit probablement certains des premiers ouvrages de Marx en japonais et aurait assisté aux conférences de Hajime Kawakami à l'université de Kyoto. Ce dernier est une importante figure du début de l'histoire du marxisme japonais et ses traductions et articles ont influencé une génération de communistes chinois. Toutefois, selon certains chercheurs, il semble peu probable que Zhou Enlai l'ait effectivement rencontré ou ait participé à ses conférences. Les journaux intimes de Zhou Enlai montrent également son intérêt pour les grèves des étudiants chinois au Japon en mai 1918, lorsque le gouvernement chinois n'est plus capable d'envoyer les bourses à ses étudiants, mais il ne semble pas avoir été très impliqué dans ces manifestations. Son rôle actif dans des mouvements politiques commence après son retour en Chine.

### Premières activités politiques

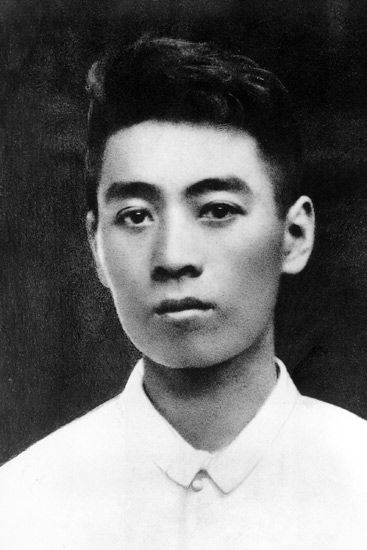
Zhou Enlai en 1919.

Zhou revient à Tianjin durant l'automne 1919. Les historiens sont partagés sur sa participation au mouvement du 4 Mai (de mai à juin 1919). Sa biographie chinoise officielle affirme qu'il était le leader des manifestations étudiantes de Tianjin durant le mouvement, mais plusieurs universitaires pensent qu'il est très peu probable qu'il y ait même participé, en se basant sur l'absence de preuves directes dans les archives de cette époque,. En juillet 1919, toutefois, il devient éditeur du Journal de l'Union des étudiants de Tianjin, apparemment à la demande de son camarade de classe Ma Jun, fondateur de l'Union. Durant sa brève existence, de juillet 1919 au début de l'année 1920, le journal est largement lu par des groupes d'étudiants à travers le pays mais est supprimé par le gouvernement national pour « menace de la sécurité publique et de l'ordre social ».
Lorsque Nankai devient une université en août 1919, Zhou fait partie de la première promotion, mais il milite désormais à plein temps et délaisse ses études. Ses activités politiques continuent de se développer et, en septembre, Zhou et plusieurs autres étudiants fondent la Société naissante, un petit groupe qui ne dépassera pas 25 membres. En expliquant les buts et objectifs de la Société naissante, il déclare que « tout ce qui est incompatible avec le progrès des temps actuels, comme le militarisme, la bourgeoisie, les seigneurs de partis, les bureaucrates, les inégalités entre hommes et femmes, les idées obstinées, les morales obsolètes, les anciennes éthiques… devraient être abolies ou reformées »[réf. nécessaire]. Il affirme que l'objectif de la société est de répandre cette conscience à travers le peuple chinois. C'est au sein de celle-ci que Zhou rencontre sa future femme, Deng Yingchao. Par certains aspects, la Société naissante ressemble au groupe clandestin d'étude marxiste de l'Université de Pékin mené par Li Dazhao. Les membres des deux groupes utilisent des numéros au lieu de leurs noms pour garder le secret. Zhou est le « Numéro Cinq », un pseudonyme qu'il continuera à utiliser dans les années suivantes. Peu après sa création, le groupe Société naissante invite Li Dazhao à donner une conférence sur le marxisme.
Zhou endosse un rôle plus actif et important dans les activités politiques dans les mois suivants. Il a ainsi pour objectif principal de rallier le soutien de la nation pour boycotter les biens japonais. Alors que le boycott devient de plus en plus suivi, le gouvernement national chinois, sous la pression du Japon, tente d'y mettre fin. Le 23 janvier 1920, une action contre les activités de boycott à Tianjin aboutit à l'arrestation de plusieurs personnes dont plusieurs membres de Société naissante. Le 29 janvier, Zhou lance une marche vers le bureau du gouverneur à Tianjin pour présenter une pétition appelant à la libération des prisonniers. Il est lui-même arrêté avec trois autres membres du groupe. Les prisonniers sont encore gardés en captivité pendant plus de six mois. Durant sa détention, Zhou aurait organisé des discussions sur le marxisme. Au cours de leur procès en juillet, Zhou et six autres personnes sont condamnés à deux mois de prison, les autres sont jugés non coupables. Tous sont immédiatement libérés puisqu'ils ont déjà été enfermés pendant six mois.
Après sa libération, Zhou et la Société naissante rencontrent plusieurs organisations à Pékin pour s'accorder sur la formation de la Fédération de la réforme. Durant ces activités, il tisse des liens avec Li Dazhao et rencontre Zhang Shenfu, qui est le contact entre Li à Pékin et Chen Duxiu à Shanghai. Les deux hommes organisent des cellules communistes clandestines en collaboration avec Grigori Voïtinski, un agent du Komintern, même si Zhou ne l'a jamais rencontré en personne.
Zhou décide ensuite de partir en Europe pour étudier, puisqu'il est exclu de l'université de Nankai durant son séjour en prison. Alors que l'argent pose problème, il reçoit une bourse de Yan Xiu. Afin de rassembler plus de fonds, il parvient à approcher le journal tianjinnais Yishi Bao, pour travailler en tant qu'envoyé spécial en Europe. Il quitte Shanghai pour le Vieux Continent le 7 novembre 1920 avec un groupe de 196 étudiants du mouvement Travail-Études, dont des amis de Nankai et Tianjin.
Les expériences de Zhou après le mouvement du 4 Mai semblent avoir joué un rôle crucial dans sa radicalisation. Ses amis de la Société naissante sont également affectés. Quinze membres du groupe deviennent communistes au moins pour un temps et le groupe restera proche longtemps. Zhou et six autres membres du groupe partent pour l'Europe dans les deux années suivantes. Enfin, Zhou épouse la plus jeune membre du groupe, Deng Yingchao.

### Activités européennes
Le groupe de Zhou arrive à Marseille le 13 décembre 1920. Contrairement aux autres étudiants chinois qui voyagent en Europe avec le mouvement Travail-Études, sa bourse et son travail pour le Yishi bao lui permettent de ne pas travailler durant son séjour. Grâce à sa position financière, il est capable de se dévouer à plein temps aux activités révolutionnaires. Dans une lettre destinée à son cousin le 30 janvier 1921, il précise que son but en Europe est de découvrir les conditions sociales des pays étrangers et leurs méthodes pour résoudre les problèmes sociaux, dans le but d'appliquer par la suite ces leçons en Chine après son retour. Dans la même lettre, il dit à son cousin que, en ce qui concerne son adhésion à une idéologie spécifique, « je dois encore me décider ».
En Europe, il apprend les différentes approches pour résoudre les conflits de classe adoptées par les nations européennes. À Londres en janvier 1921, il est témoin d'une importante grève de mineurs et écrit une série d'articles pour le Yishi Bao (en général compatissants pour les mineurs), examinant le conflit entre les travailleurs et employeurs, ainsi que la résolution du conflit. Après cinq semaines à Londres, il déménage à Paris où l'intérêt pour la révolution russe de 1917 est vif. Dans une lettre à son cousin, Zhou identifie deux voies possibles pour réformer a Chine : « la réforme graduelle » (comme en Angleterre) ou « les moyens violents » (comme en Russie). Il écrit alors : « je n'ai de préférence ni pour la manière russe ni pour l'anglaise… Je préférerais quelque chose entre les deux, plutôt que l'un de ces deux extrêmes ».
Toujours intéressé par les programmes universitaires, Zhou voyage en Grande-Bretagne en janvier 1921 pour visiter l'Université d'Édimbourg. Mais à cause de problèmes financiers et de langue, il ne peut l'intégrer et retourne en France à la fin du mois. Il n'existe toutefois aucune trace de l'inscription de Zhou dans un quelconque cursus universitaire en France. Au printemps 1921, il rejoint une organisation communiste chinoise. La date de cet événement est sujette à controverse. La plupart des chercheurs comme Gao acceptent désormais la date de mars 1921. Plusieurs de ces organisations ont été créées à la fin 1920 et début 1921, soit avant l'établissement du Parti communiste chinois (ou PCC) en juillet 1921. Le statut de communiste des membres de ces organisations divise donc les milieux universitaires. Zhou est recruté par Zhang Shenfu, qu'il a rencontré en août de l'année précédente grâce à Li Dazhao. Il le connaît également par l'intermédiaire de la femme de celui-ci, Liu Qingyang, membre de Société naissante. Zhou est parfois décrit à cette période comme incertain dans ses croyances politiques,, mais son rapide engagement pour le communisme suggère le contraire. De plus, en s'appuyant sur le statut des membres des cellules par rapport aux membres du parti, Levine se demande si Zhou était alors un fidèle communiste dans ses croyances.

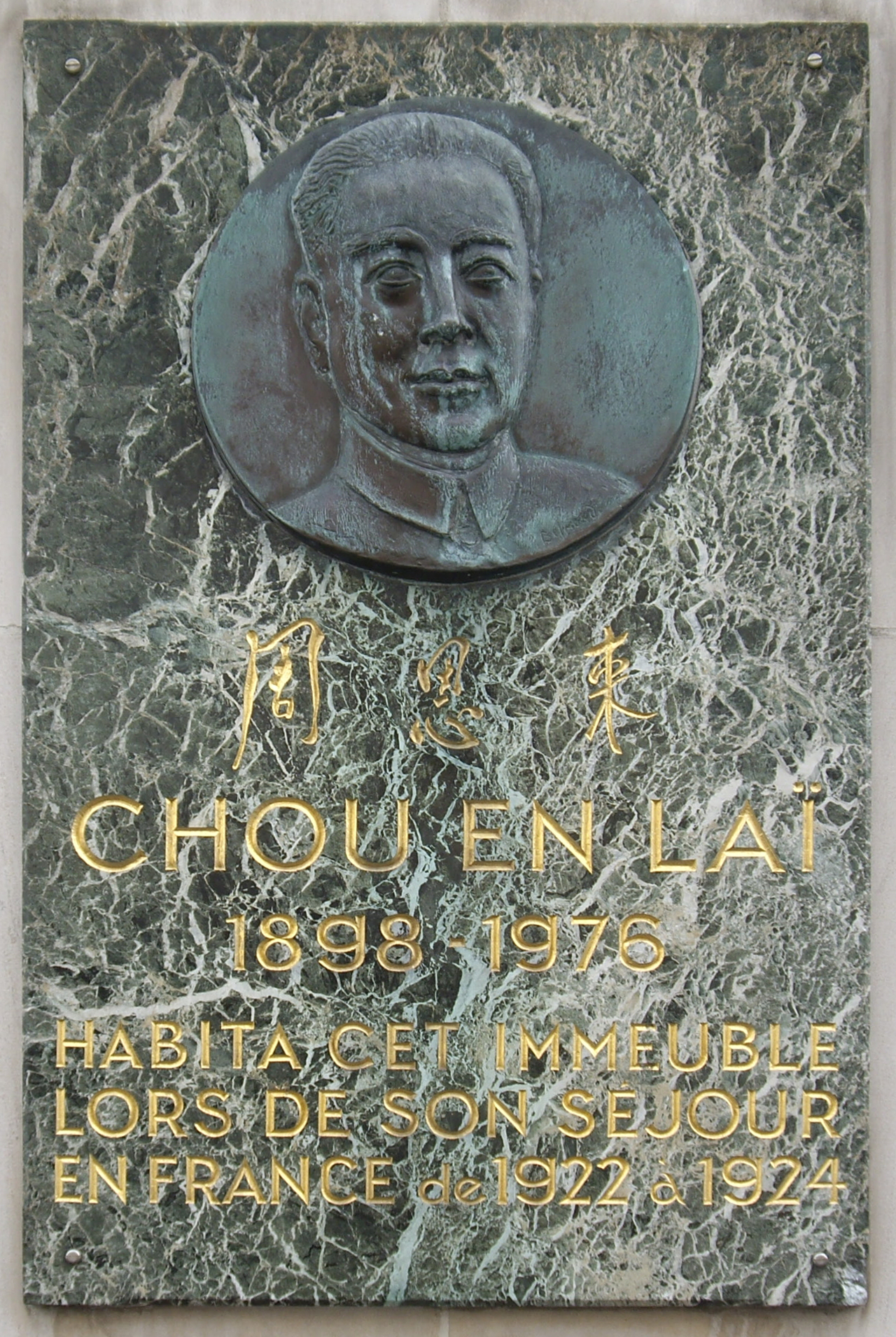
Plaque commémorative au no 17 de la rue Godefroy à Paris, où habita Zhou Enlai de 1922 à 1924

L'organisation à laquelle appartient Zhou est basée à Paris. En plus de Zhou, Zhang et Liu, elle contient deux autres étudiants, Zhao Shiyan et Chen Gongpei. Dans les mois suivants, le groupe s'unit avec un groupe de radicaux chinois du Hunan, qui vivent à Montargis au sud de Paris. Ce groupe contient certaines futures grandes figures chinoises comme Cai Hesen, Li Lisan, Chen Yi, Nie Rongzhen, Deng Xiaoping et aussi Guo Longzhen, un autre membre de Société naissante. Contrairement à Zhou, la plupart des étudiants de ce groupe participent au mouvement travail-études. Une série de conflits avec les administrateurs chinois du programme sur les faibles bourses et les pauvres conditions de travail en résultant conduisent une centaine d'étudiants à occuper les bureaux de l'Institut franco-chinois de Lyon en 1921. Les étudiants, dont plusieurs membres du groupe de Montargis, sont arrêtés et expulsés. Zhou ne semble pas avoir pris part à cette occupation et reste en France jusqu'en février ou mars 1922, lorsqu'il déménage avec Zhang et Liu de Paris à Berlin. Ce déménagement peut s'expliquer par l'atmosphère politique relativement clémente dans la capitale allemande, ce qui en fait une bonne base pour organiser les activités sur l'Europe entière. De plus, le Secrétariat de l'Europe de l'Ouest du Komintern est situé à Berlin et il est clair que Zhou possède d'importants liens avec l'organisation. Après avoir déménagé ses activités en Allemagne, il voyage régulièrement entre Paris et Berlin.
Il retourne à Paris en juin 1922, où il fait partie des vingt-deux participants présents à la naissance du Parti communiste de la jeunesse chinoise, établi comme la branche européenne du Parti communiste chinois. Zhou aide à ébaucher la charte du parti et est élu parmi les trois membres du comité exécutif en tant que directeur de la propagande. Il participe également à l'écriture d'articles et à l'édition du magazine du parti, Shaonian (Jeunesse), plus tard renommé Chiguang (Lumière rouge). En tant que rédacteur en chef de ce magazine, Zhou rencontre pour la première fois Deng Xiaoping, âgé de seulement 17 ans, qu'il embauche pour faire fonctionner une ronéo. Le parti subit plusieurs réorganisations et changements de noms, mais Zhou reste un membre clé du groupe durant son séjour en Europe. Il participe également au recrutement et au transport d'étudiants pour l'Université communiste des travailleurs de l'est à Moscou et à l'établissement de la branche européenne du Parti nationaliste chinois (Kuomintang ou KMT).
En juin 1923, le troisième congrès du Parti communiste chinois accepte les instructions du Komintern de s'allier avec le KMT dirigé à cette époque par Sun Yat-sen. Ces instructions appellent les membres du PCC à rejoindre le parti nationaliste individuellement, tout en gardant leur lien avec le PCC. Après avoir rejoint le KMT, ils travailleront clandestinement pour le diriger et l'orienter, le transformant ainsi en véhicule de la révolution. Pendant plusieurs années, cette stratégie sera une source de conflit sérieux entre les deux formations politiques.
Zhou ne se contente pas de rejoindre le KMT. Il aide à organiser la branche européenne du parti en novembre 1923. Sous son influence, la plupart des dirigeants de la branche européenne sont en réalité des communistes. Les contacts et relations personnelles noués durant cette période se révéleront centraux pour sa carrière. D'importants dirigeants du parti, comme Zhu De et Nie Rongzhen, y sont introduits grâce à Zhou.
En 1924, l'alliance soviétique-nationaliste se développe rapidement et Zhou est sommé de revenir en Chine pour continuer son action. Il quitte probablement l'Europe à la fin du mois de juillet 1924, puisque la dernière apparition publique de Zhou y est un dîner d'adieu organisé le 24 juillet.

## Carrière politique et militaire à Huangpu

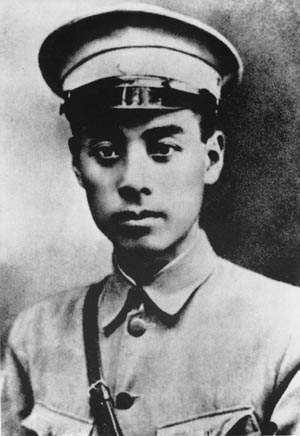
Zhou Enlai en tant que directeur du département politique de l'Académie de Huangpu.

### Installation à Guangzhou
Zhou retourne en Chine à la fin du mois d'août ou au début du mois de septembre 1924 pour rejoindre le département politique de l'Académie de Huangpu, probablement à la demande de Zhang Shenfu, qui y a précédemment travaillé. Les postes exacts occupés par Zhou dans cette académie et les dates associées ne sont pas clairs. Peu de mois après son arrivée, vers octobre 1924, il devient directeur adjoint du département politique, avant de devenir en novembre 1924 directeur du même département. Toutefois, il aurait également dirigé le département de formation politique. Même s'il n'est pas techniquement un responsable du gouvernement central, le département politique de Zhou opère sous son mandat direct pour endoctriner les élèves de l'académie à l'idéologie du KMT afin d'améliorer leur loyauté et leur morale. En parallèle de ses activités à Huangpu, Zhou est également secrétaire du Parti communiste de Guandong-Guanxi et major-général du PCC.
L'île de Huangpu où se trouve l'académie, à environ 15 kilomètres de Guangzhou, est le cœur de l'alliance entre les soviétiques et le Parti nationaliste. Conçue comme un camp d'entraînement de l'Armée du Parti nationaliste, elle fournit une base militaire aux nationalistes qui souhaitent unifier la Chine, alors divisée entre une douzaine de seigneurs de guerre. Dès ses débuts, l'école est fondée, armée et en partie financée par les soviétiques.
Le Département politique est responsable de l'endoctrinement et du contrôle politique. De ce fait, Zhou est une importante figure dans la plupart des réunions de l'académie, s'adressant souvent aux étudiants juste après le commandant Tchang Kaï-chek. Il est très influent dans la mise en œuvre du système de commissaires, qui associe représentants du département politique de l'académie et représentants du Parti nationaliste, adopté dans les forces armées nationalistes en 1925.
En même temps que ses postes à Huangpu, Zhou devient Secrétaire du Comité provincial du Parti communiste du Guangdong et membre de la section militaire du comité provincial. Il étend considérablement l'influence communiste au sein de l'académie. Il permet rapidement à un certain nombre d'autres communistes de rejoindre le département politique, dont Chen Yi, Nie Rongzhen, Yun Daiying et Xiong Xiong,. Il joue un rôle important dans l'établissement de l'Association des jeunes soldats, un groupe de jeunes dominé par les communistes, et d'Étincelles, un groupe communiste éphémère. Il recrute également un certain nombre de nouveaux jeunes membres pour le Parti communiste et finalement met en place une branche secrète du Parti communiste au sein de l'académie. Lorsque les nationalistes s'inquiètent du nombre croissant de membres et organisations communistes à Huangpu et fondent une Société pour le Sun Yatsénisme, Zhou tente de l'étouffer. Le conflit entre ces groupes d'étudiants sert alors de prétexte pour le renvoi de Zhou de l'académie.

### Activités militaires
Zhou participe à deux opérations militaires conduites par le régime nationaliste en 1925, plus tard connues sous les appellations de première et seconde expéditions orientales. La première a lieu en janvier 1925 lorsque Chen Jiongming, un important dirigeant militaire cantonais précédemment chassé de Guangzhou par Sun Yat-sen, tente de reprendre la ville. La campagne du régime nationaliste est constituée de forces de l'armée du Guangdong de Xu Chongzhi et de deux régiments de l'Armée du parti nationaliste, menés par Tchang Kaï-chek et composés d'officiers et de cadets de l'académie, sous les conseils d'experts russes. Le combat dure jusqu'en mai 1925 avec la défaite, mais sans la destruction totale, des forces de Chen. Zhou dirige alors les cadets de Huangpu en tant qu'officier politique.
Lorsque Chen regroupe une nouvelle armée et attaque à nouveau Guangzhou en septembre 1925, les nationalistes lancent une seconde expédition. Leurs forces cette fois sont organisées en cinq armées et adoptent le système de commissaires avec des représentants des départements politiques et du parti nationaliste dans la plupart des divisions. Le premier corps, constitué de l'armée du parti nationaliste, est dirigé par des diplômés de Huangpu et commandé par Tchang Kaï-chek, qui nomme personnellement Zhou comme directeur du département politique du premier corps. Peu après, le Comité exécutif central du Parti nationaliste nomme Zhou comme représentant du parti nationaliste, faisant ainsi de Zhou le commissaire en chef du premier corps. La première importante bataille se solde par la capture de la base de Chen à Huizhou le 15 octobre. Shantou est ensuite prise le 6 novembre, avant que les nationalistes ne prennent le contrôle complet de la province du Gangdong à la fin de l'année 1925.
La nomination de Zhou en tant que commissaire en chef du premier corps lui permet de nommer des communistes dans des postes de commissaires dans quatre corps sur cinq. Grâce au succès de l'expédition, Zhou est nommé commissaire spécial du district de la rivière de l'est, qui lui donne un contrôle administratif temporaire sur plusieurs districts. Il utilise cette occasion pour établir une branche du parti communiste à Shantou et renforcer le contrôle local du PCC. Ceci marque l'apogée de la carrière de Zhou à Huangpu.

### Activités politiques
D'un point de vue personnel, 1925 est également une année importante pour Zhou. Il a en effet gardé des contacts avec Deng Yingchao, qu'il a rencontrée dans Société naissante à Tianjin. En janvier 1925, il demande et reçoit l'autorisation du PCC pour l'épouser. Le mariage a lieu à Guangzhou le 8 août 1925.
Les travaux de Zhou à Huangpu prennent fin avec l'incident du navire de guerre Zhongshan le 10 mars 1926, au cours duquel une canonnière composée principalement d'équipage communiste quitte Huangpu pour Guangzhou, sans en informer Tchang. Cet événement conduit Tchang à exclure les communistes de l'académie en mai 1926 et à renvoyer certains communistes des hauts postes occupés dans le Parti nationaliste. Dans ses mémoires, Nie Rongzhen suggère que la canonnière a ainsi manœuvré en protestation de la courte arrestation de Zhou Enlai.
Le temps passé par Zhou à Huangpu est une période importante dans sa carrière. Son travail pionnier en tant qu'officier politique dans l'armée en fait un des experts les plus importants du Parti communiste dans ce domaine. La grande partie de sa future carrière est par conséquent centrée sur les activités militaires. Son travail pour la section militaire du comité provincial du Guangdong du PCC est typique des activités secrètes qu'il a entrepris à cette époque. La section est un groupe secret constitué de trois membres du comité central provincial et le premier responsable de l'intégration du noyau du PCC dans l'armée. Ceci a été mené de façon illégale, c'est-à-dire sans en informer le Parti nationaliste. La section est responsable par la suite de l'organisation de tels noyaux dans d'autres groupes armés, dans des sociétés secrètes et des services clé, comme les chemins de fer et les voies navigables. Zhou se démène dans ces domaines jusqu'à la séparation des partis communiste et nationaliste à la fin de l'alliance soviétique-nationaliste en 1927.

## Division entre nationalistes et communistes

### Mesure de coopération
Les activités de Zhou sont compromises immédiatement après son départ de Huangpu. Un de ses premiers biographes affirme que Tchang Kaï-chek a donné à Zhou la charge « d'un centre d'entraînement avancé pour les membres et commissaires du PCC qui se retirent de l'armée ». Des sources communistes plus récentes affirment que Zhou a un rôle important dans la sécurisation du contrôle par le PCC du régiment indépendant de Ye Ting. Plus tard, celui-ci joue avec son régiment un rôle essentiel dans la première action militaire importante des communistes, le soulèvement de Nanchang.
En juillet 1926, les nationalistes entament l'expédition du Nord, une importante tentative militaire d'unification de la Chine. Elle est menée par Tchang Kaï-chek et l'Armée nationale révolutionnaire (ANR), un amalgame des précédentes forces militaires avec une orientation significative des conseillers militaires russes et de nombreux communistes, à la fois commandants et officiers politiques. Avec les premiers succès de l'expédition, commence une compétition entre Tchang Kaï-chek représentant l'aile droite des nationalistes et les Communistes constituant son aile gauche pour le contrôle des principales villes méridionales telles que Nankin et Shanghai. À ce moment, une partie de Shanghai est contrôlée par Sun Chuanfang, un des seigneurs de guerre ciblés par l'expédition. Affaibli par sa lutte contre l'ANR et les défections dans son armée, Sun réduit ses forces à Shanghai et les Communistes, dont le siège est situé à Shanghai, font trois tentatives de prise de contrôle de la ville en octobre 1926, février 1927 et mars 1927.

### Activités à Shanghai
Zhou est transféré à Shanghai en support de ces trois actions militaires. Il ne semble pas présent lors de la première les 23 et 24 octobre 1926, mais est avec certitude dans la ville en décembre 1926. Les premiers compte-rendu créditent Zhou d'activités d'organisation à Shanghai, même si son rôle a certainement été de renforcer l'endoctrinement des travailleurs dans les syndicats et à faire entrer clandestinement des bras pour les attaquants. Les rapports selon lesquels il aurait organisé et commandé les deuxième et troisième soulèvements sont probablement exagérés. Les décisions principales à cette époque sont prises par le dirigeant communiste de Shanghai, Chen Duxiu, secrétaire général du Parti, avec un comité spécial de huit officiels coordonnant les actions communistes. Pour toute décision, le comité consulte également les représentants du Komintern à Shanghai, dirigés par Grigori Voïtinski. La documentation partielle de cette époque montre que Zhou est à la tête de la commission militaire du comité central du parti communiste de Shanghai. Il participe à la fois aux opérations de février et mars, mais n'est jamais le guide de ces deux mouvements, travaillant plutôt avec le conseiller militaire soviétique du comité central, entraînant les piquets de grève de l'Union générale du travail, l'organisation communiste du travail à Shanghai. Il travaille également à l'unification des bras armés les plus efficaces lorsque les communistes déclarent vouloir mener une Terreur rouge après l'échec de l'opération de février. Cette action se traduit par l'assassinat de vingt personnes anti-union et l'enlèvement, le lynchage et l'intimidation d'autres personnes en association avec des activités anti-union.
Le troisième soulèvement communiste à Shanghai a lieu les 20 et 21 mars. 600 000 travailleurs en grève coupent l'électricité et les lignes téléphoniques et prennent possession des bureaux de poste, commissariats de police et gares ferroviaires, souvent après d'âpres combats. Durant ce soulèvement, les insurgés ont pour recommandation de ne pas blesser les étrangers, consignes qui sont respectées. Les forces de Sun Chuanfang se retirent : le soulèvement est couronné de succès malgré le petit nombre de forces armées disponibles. Le premier groupe nationaliste entre dans la ville le jour suivant.
Comme les communistes tentent d'instaurer un gouvernement municipal soviétique, un conflit s'engage entre nationalistes et communistes. Le 1er avril, les forces nationalistes, dont à la fois des membres de la Bande Verte et des soldats sous le commandement du général nationaliste Bai Chongxi, attaquent les communistes et les submergent rapidement. À la veille de l'attaque nationaliste, Wang Shouhua, qui est à la fois à la tête du Comité de travail du PCC et président du Comité général du travail, accepte de dîner avec Du les Grandes Oreilles, un gangster de Shanghai, et est étranglé peu de temps après son arrivée. Zhou lui-même échappe de peu à ce genre de piège, lorsqu'il est arrêté peu de temps après être arrivé à un dîner dressé dans les bureaux de Si Lie, un commandant nationaliste de la vingt-sixième armée de Tchang. Malgré les rumeurs selon lesquelles ce-dernier aurait mis sa tête à prix, Zhou est bientôt libéré par les forces de Bai Chongxi. Cette libération rapide pourrait s'expliquer par son important statut dans l'organisation communiste alors que le projet de Tchang visant à éliminer ceux-ci de Shanghai est à ce moment encore tenu secret. L'exécution de Zhou risque de plus d'être interprétée comme une violation de l'accord de coopération entre le PCC et le KMT (qui est techniquement toujours en effet). Zhou est finalement relâché après l'intervention d'un représentant de la vingt-sixième armée, Zhao Shu, qui parvient à convaincre ses commandants que l'arrestation de Zhou a été une erreur.

### Fuite de Shanghai
Fuyant Shanghai, Zhou fait une halte à Hankou et participe au 5e Congrès national du PCC entre le 27 avril et le 9 mai. À la fin du Congrès, il est une fois de plus élu à la tête du département militaire du comité central du Parti. Après la suppression par Tchang des communistes, le Parti nationaliste se divise en deux, avec l'aile gauche du parti menée par Wang Jingwei qui contrôle le gouvernement à Hankou, et le parti de l'aile droite de Tchang établissant un gouvernement rival à Nankin. Toujours suivant les instructions du Komintern, les communistes restent en bloc à l'intérieur du parti nationaliste, espérant ainsi accroître leur influence parmi les nationalistes. Après avoir été attaqué par un seigneur de guerre proche de Tchang, le gouvernement gauchiste de Wang est désintégré à la fin du mois de mai 1927 et les troupes de Tchang commencent à purger les communistes sur les territoires précédemment contrôlés par Wang. Mi-juillet, Zhou est forcé de rentrer dans la clandestinité. Cette purge est connue sous le nom de massacre de Shanghai. André Malraux se serait librement inspiré de Zhou Enlai pour concevoir le personnage de Kyo dans son roman La Condition humaine, qui se déroule durant ces événements.
Sous la pression des conseillers du Komintern et convaincus eux-mêmes que « la marée haute révolutionnaire » est arrivée, les communistes décident de lancer une série de révoltes militaires. La première de celles-ci est le soulèvement de Nanchang. Zhou est envoyé pour superviser l'événement, même si les principaux acteurs semblent avoir été Tang Pingshan et Li Lisan, alors que les principaux militaires semblent avoir été Ye Ting et He Long. En termes militaires, le soulèvement est un désastre, avec des forces communistes décimées et éparpillées.
Zhou y contracte la malaria et est secrètement envoyé à Hong Kong pour y suivre un traitement médical. Dans la colonie britannique, il prend l'identité d'un homme d'affaires nommé Li et est confié aux soins des communistes locaux. Dans une réunion suivante du comité central du PCC, il est reproché à Zhou l'échec de la campagne de Nanchang et ce dernier est temporairement démis de son statut de membre suppléant du Politburo.

## Activités durant la guerre civile chinoise

### Sixième Congrès du Parti communiste chinois
Après l'échec du soulèvement de Nanchang, Zhou quitte la Chine pour l'Union soviétique pour assister au sixième congrès national du Parti communiste chinois à Moscou, en juin-juillet 1928. Ce congrès a lieu à Moscou car les conditions en Chine sont jugées trop dangereuses. Le contrôle du KMT est si intense que beaucoup de députés chinois sont forcés de voyager déguisés. Zhou lui-même prend l'apparence d'un antiquaire.
Au cours du Congrès, Zhou proclame un long discours qui insiste sur le fait que les conditions en Chine ne sont pas favorables pour une révolution immédiate et que le but du Parti communiste chinois est de construire un élan révolutionnaire en gagnant le soutien des masses dans les campagnes et en établissant un régime soviétique dans le sud de la Chine, similaire à celui déjà créé par Mao Zedong et Zhu De dans la province du Jiangxi. Le congrès juge l'analyse de Zhou exacte. Xiang Zhongfa est désigné secrétaire général du Parti mais il se révèle rapidement incapable de remplir ce rôle, ce qui conduit Zhou à endosser de facto le costume de dirigeant du PCC. Il n'est alors âgé que de trente ans.
Toujours lors de ce rassemblement, Zhou est élu Directeur du département organisation du comité central. Son allié, Li Lisan, est chargé de la propagande. Zhou retourne finalement en Chine après plus d'une année à l'étranger, en 1929. Le Congrès est également l'occasion de révéler les chiffres selon lesquels en 1928 moins de 32 000 membres sont loyaux aux Communistes et que seulement dix pour cent des membres du parti sont des prolétaires. En 1929, seulement trois pour cent du Parti est prolétaire.
Au début des années 1930, Zhou commence à être en désaccord avec le timing de la stratégie de Li Lisan visant à favoriser les riches paysans et à concentrer les forces armées pour des attaques sur les centres urbains. Zhou ne rompt toutefois pas ouvertement avec ces notions plus orthodoxes et tentera même de les mettre en application en 1931 dans le Jianqxi. Le soviétique Pavel Mif arrive à Shanghai pour diriger le Komintern en Chine en décembre 1930. Ce dernier critique la stratégie de Li, la qualifiant d'aventurisme de gauche. Il reproche également à Zhou de soutenir Li dans cette voie. Zhou reconnaît ses erreurs en se compromettant avec Li en janvier 1931. Il offre sa démission du Politburo, mais il est conservé à son poste alors que d'autres dirigeants du PCC, dont Li Lisan et Qu'Qiubai, sont remerciés. Comme Mao l'a plus tard reconnu, Mif a compris que les services de Zhou sont indispensables à la tête du Parti et que Zhou va volontiers coopérer avec quiconque tient le pouvoir.

### Travail clandestin

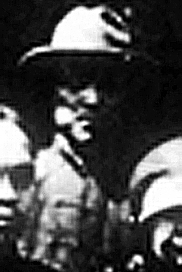
Gu Shunzhang, numéro deux du réseau d'espionnage communiste chinois, dont la désertion porte un coup sérieux au mouvement communiste.

Après son retour à Shanghai en 1929, Zhou commence à travailler dans la clandestinité en établissant et supervisant un réseau d'associations communistes indépendantes. Le plus grand danger pour Zhou dans cela est la menace d'être découvert par la police secrète du KMT, fondée en 1928 avec la mission particulière d'identifier et d'éliminer les communistes. Pour échapper à cette milice, Zhou et sa femme changent de résidence une fois par mois et utilisent de nombreux pseudonymes. Il se déguise parfois en homme d'affaires, porte parfois la barbe. Il veille à ce que seules deux ou trois personnes connaissent sa localisation. Zhou camoufle également les bureaux du Parti en ne partageant jamais le même bâtiment dans la même ville et en requérant que tous les membres du Parti utilisent des mots de passe pour s'identifier. Il organise toutes les réunions avant 7 heures du matin ou après 7 heures du soir. Il n'utilise jamais les transports publics et évite d'être vu sur les lieux publics.
En novembre 1928, le PCC met en place sa propre agence de renseignements (la Section de service spécial du Comité central, ou Zhongyang Teke, 中央特科, parfois abrégé en Teke), que Zhou contrôle par la suite. Les lieutenants en chef de Zhou sont Gu Shunzhang, qui a des liens étroits avec les sociétés secrètes chinoises et devient un membre du Politburo, et Xiang Zhongfa. Le Teke possède quatre sections opérationnelles : une pour la protection et la sûreté des membres, une pour la récolte des renseignements, une pour faciliter les communications internes et une pour mener les assassinats, une équipe connue sous le nom d'équipe rouge (红队).
La principale préoccupation de Zhou dans le Teke est d'établir un réseau de contre-information efficace contre la police secrète du KMT. Peu de temps à la tête de la section de renseignement du Teke, Chen Geng, parvient à implanter des taupes dans la section investigation du département des opérations centrales à Nankin, qui est le centre de renseignements du KMT. Les trois agents les plus efficaces infiltrés dans la police secrète du KMT sont Qian Zhuangfei, Li Kenong et Hu Di, que Zhou qualifie de « Trois travailleurs de renseignement les plus distingués du Parti » dans les années 1930. Des agents infiltrés dans divers bureaux du KMT sont par la suite cruciaux pour le PCC, en aidant le Parti à fuir les opérations d'encerclement de Tchang.

### Réponse duKMTaux travaux de renseignement de Zhou
À la fin du mois d'avril 1931, l'aide de camp de Zhou dans les affaires de sécurité, Gu Shunzhang, est arrêté par le KMT à Wuhan. Il est un ancien organisateur de travail qui possède d'importantes connexions avec la mafia et un faible engagement envers le PCC. Sous la menace de la torture, Gu délivre à la police secrète du KMT un compte rendu détaillé des organisations clandestines du PCC à Wuhan, ce qui mène à l'arrestation et l'exécution de plus de dix dirigeants importants du PCC dans la ville. Gu offre au KMT de fournir des détails sur les activités à Shanghai, mais à la condition de donner les informations directement à Tchang Kaï-chek.
Un des agents de Zhou travaillant à Nankin, Qian Zhuangfei, intercepte un télégramme du KMT demandant des instructions supplémentaires sur la façon de procéder à Nankin. Il abandonne alors sa couverture pour alerter personnellement Zhou de la répression imminente. Les deux jours avant l'arrivée à Nankin pour rencontrer Tchang Kaï-chek permettent à Zhou d'évacuer les membres du Parti et de changer les codes de communication utilisés par le Teke, tout cela étant connu de Gu. Après avoir brièvement rencontré Tchang à Nankin, Gu arrive à Shanghai et aide la police secrète du KMT à investir les résidences et les bureaux du PCC et à capturer les membres qui n'ont pas fui à temps. Les exécutions sommaires des personnes accusées de sympathie communiste sont à l'origine du plus grand nombre d'assassinats depuis le massacre de Shanghai en 1927.
La réaction de Zhou face à la trahison de Gu est extrême. Plus de quinze membres de la famille du traître, dont certains travaillent pour le Teke, sont assassinés par l'équipe rouge et enterrés dans des endroits isolés de Shanghai. Wang Bing est ensuite assassiné. Il s'agit d'un membre de la police secrète du KMT connu pour circuler dans Shanghai en pousse-pousse sans protection de gardes du corps. La plupart des membres survivants du PCC se rendent dans la base communiste du Jiangxi. Puisque la plupart des cadres dirigeants ont été démasqués par Gu, la plupart des meilleurs agents sont également rapatriés. Le plus ancien aide de camp de Zhou, Pan Hannian, devient alors directeur du Teke.
La veille de son départ prévu de Shanghai en juin 1931, Xiang Zhongfa, qui est un des plus anciens agents de Zhou, décide de passer la nuit dans un hôtel avec sa maîtresse, ignorant les avertissements de Zhou sur le danger. Au petit matin, un informateur du KMT qui suit Xiang le repère quittant l'hôtel. Il est immédiatement arrêté et emprisonné dans la concession française de la ville. Zhou tente d'empêcher l'extradition de Xiang vers la Chine contrôlée par le KMT en tentant de soudoyer le chef de la police de la concession française, mais les autorités du KMT appellent directement celles de la concession, empêchant le chef de la police locale de pouvoir intervenir. L'espoir de Zhou que Xiang soit transféré à Nankin, ce qui lui permettrait de l'enlever, sont également réduits à néant. Les Français sont d'accord pour transférer Xiang vers la garnison de Shanghai, sous le commandement du général Xiong Shihui, qui suggère une torture et un interrogatoire impitoyables envers Xiang. Une fois convaincu que Xiang a donné toutes les informations que ses tortionnaires demandent, Tchang Kaï-chek ordonne son exécution.
Zhou parvient par la suite à acheter en secret une copie des archives de l'interrogatoire de Xiang. Celle-ci montre que Xiang a tout révélé aux autorités du KMT avant son exécution, dont le lieu de résidence de Zhou. Une autre série d'arrestations et d'exécutions suit la capture de Xiang, mais Zhou et sa femme y échappent puisqu'ils ont quitté leur appartement le matin de l'arrestation de Xiang. Après avoir établi un nouveau Comité permanent du Politburo, Zhou et sa femme relocalisent la base communiste dans la province du Jiangxi à la fin de l'année 1931. Au moment de quitter Shanghai, Zhou est l'homme le plus recherché de Chine.

### République soviétique chinoise et Soviet du Jiangxi
Après les échecs des soulèvements de 1927, les Communistes commencent à établir une série de bases rurales d'opérations en Chine méridionale. Avant même de déménager dans le Jiangxi, Zhou est impliqué dans les politiques de ces bases. Mao, invoquant la nécessité d'élimination les antirévolutionnaires et anti-bolchéviques opérant au sein du PCC, commence une purge idéologique à l'intérieur de la république soviétique chinoise du Jiangxi. Zhou, peut-être en raison de ses propres succès quant à l'infiltration de nombreuses taupes au sein du KMT, considère aussi qu'une campagne organisée destinée à dévoiler les subversions se justifie et soutient la purge en tant que chef de facto du PCC.
Les efforts de Mao se traduisent rapidement dans une campagne impitoyable conduite par la paranoïa et visant non seulement les espions du KMT, mais quiconque a des perspectives idéologiques différentes de Mao. Les suspects sont torturés jusqu'à ce qu'ils confessent leurs crimes et accusent d'autres personnes d'autres crimes. Les femmes et amis qui posent des questions sur les personnes torturées sont à leur tour arrêtés et torturés, parfois plus sévèrement. Les tentatives de Mao de purger l'Armée rouge de ceux qui pourraient potentiellement s'opposer à lui conduisent Mao à accuser Chen Yi, le commandant et commissaire politique de la Région militaire du Jiangxi, d'être un contrerévolutionnaire, ce qui provoque une violente réaction contre les persécutions de Mao, connue sous le nom d'incident de Futian en janvier 1931. Mao parvient finalement à contenir l'Armée rouge en réduisant son effectif de quarante mille à moins de dix mille hommes. La campagne de purge continue en 1930 et 1931. Les historiens estiment que le nombre total de morts issus de cette persécution est d'environ 100 000.
Toute la purge se déroule alors que Zhou est à Shanghai. Même s'il a soutenu l'élimination des contrerévolutionnaires, il s'efforce d'y mettre fin lorsqu'il arrive dans le Jiangxi en décembre 1931, critiquant « l'excès, la panique et la simplification excessive » pratiqués par les dirigeants locaux. Après avoir interrogé les accusés d'anti-bolchévisme et leurs persécuteurs, Zhou remet un rapport critique sur la campagne qui se focalise sur la persécution étroite des anti-maoïstes et des anti-bolchéviques, exagérant la menace qui règne sur le Parti. Il condamne également l'usage de la torture et les méthodes d'enquête. La résolution de Zhou est adoptée le 7 janvier 1932 et la campagne est petit à petit contenue.
En arrivant dans le Jianxi, Zhou bouleverse l'approche orientée vers la propagande de la révolution en demandant aux forces armées sous le contrôle communiste d'être effectivement utilisées pour agrandir la zone d'influence de la base communiste, plutôt que de se contenter de la contrôler et la défendre. En décembre 1931, il remplace Mao Zedong en tant que Secrétaire de la Première armée de front avec Xiang Ying et remplace Mao en tant que commissaire politique de l'Armée rouge. Liu Bocheng, Lin Biao et Peng Dehuai critiquent tous la politique de Mao en octobre 1932 durant la Conférence de Ningdu,.
En rejoignant le Jiangxi, Zhou retrouve Mao pour la première fois depuis 1927 et commence sa longue relation avec ce dernier. À la conférence de Ningdu, Mao est rétrogradé dans le gouvernement soviétique. Zhou, qui a apprécié les stratégies de Mao après une série d'échecs militaires menés par les dirigeants du Parti depuis 1927, le défend, mais sans succès.

### Campagnes d'encerclement de Tchang
Au début de l'année 1933, Bo Gu arrive avec le conseiller du Komintern allemand Otto Braun (surnommé en chinois Li De) et prend les rênes du Parti. À ce moment, Zhou, qui apparemment jouit d'un soutien important du Parti et des militaires, réorganise et unifie l'Armée rouge. Sous les ordres de Zhou, Bo et Braun, elle défait les quatre attaques menées par les troupes nationalistes de Tchang Kaï-chek. La structure militaire qui a conduit les Communistes à la victoire est la suivante :
| Dirigeants                 | Unité     |
| -------------------------- | --------- |
| Lin Biao, Nie Rongzhen     | 1er Corps |
| Peng Dehuai, Yang Shangkun | 3e Corps  |
| Xiao Jinguang              | 7e Corps  |
| Xiao Ke                    | 8e Corps  |
| Luo Binghui                | 9e Corps  |
| Fang Zhimin                | 10e Corps |
La cinquième campagne de Tchang lancée en septembre 1933 est plus difficile à contenir. Le stratège nationaliste utilise une nouvelle tactique de blocus. Un plus grand nombre de ses troupes parvient donc à avancer dans le territoire communiste et ils parviennent à capturer certaines places fortes communistes. Bo Gu et Otto Braun adoptent des tactiques orthodoxes pour répondre à Tchang. Zhou, bien qu'opposé à ces ordres, les dirige. Après une importante défaite, Zhou et d'autres commandants militaires sont blâmés.
Bien que l'approche militaire prudente de Zhou n'inspire pas confiance aux partisans d'une ligne dure au sein du PCC, il est une nouvelle fois nommé vice-président de la commission militaire. Il doit cette nomination à son talent d'organisation et à sa dévotion au travail, puisqu'il n'a jamais révélé d'ambition ouverte afin de s'approcher au plus du pouvoir suprême du Parti. Au fil des mois, la tactique de Bo et Braun ne se solde que par des défaites de l'Armée rouge, ce qui force les dirigeants du PCC à sérieusement considérer l'abandon de leur base dans le Jiangxi.

### La Longue Marche
Après l'annonce de l'abandon du Jiangxi, Zhou devient responsable de l'organisation et de la supervision de la logistique de la fuite communiste. Menant ses plans en secret et n'informant les cadres dirigeants du Parti qu'à la dernière minute, l'objectif de Zhou est de briser l'encerclement de l'ennemi avec le moins de pertes possibles et avant que les forces de Tchang n'aient complètement la capacité d'occuper toutes les positions communistes. Des critères sont alors établis pour déterminer qui pourra partir et qui restera. Ainsi, 16 000 soldats et commandants communistes sont mobilisés pour former une arrière-garde afin de distraire les principales forces des nationalistes pendant la fuite des généraux communistes.
La fuite de 84 000 soldats et civils débute au début du mois d'octobre 1934. Les agents de renseignement de Zhou identifient une large section dans les lignes de Tchang qui est composée de troupes sous les ordres du général Chen Jitang, un seigneur de guerre du Guangdong qui préfère conserver sa force militaire plutôt que de combattre. Zhou envoie Pan Hannian pour négocier un passage sûr avec le général Chen, qui autorise par la suite l'Armée rouge à traverser son territoire sans combattre.
Après avoir passé trois des quatre lignes de fortifications nécessaires pour fuir l'encerclement de Tchang, l'Armée rouge est finalement rattrapée par les troupes régulières nationalistes et subit de lourdes pertes. Sur les 86 000 communistes qui tentent de quitter le Jiangxi, seulement 36 000 parviennent à s'enfuir. Ces pertes démoralisent les dirigeants communistes, en particulier Bo Gu et Otto Braun, mais Zhou reste calme et conserve son commandement.
Durant la Longue Marche des communistes qui s'ensuit, un certain nombre de divergences apparaissent entre eux sur la route à suivre et les causes des défaites de l'Armée rouge. Durant cette lutte de pouvoir, Zhou soutient largement Mao contre les intérêts de Bo Gu et Otto Braun. On reproche par la suite à ces derniers les défaites de l'Armée rouge et ils sont démis de leurs fonctions de dirigeants. Les communistes parviennent finalement à établir une nouvelle base dans le nord de la province du Shaanxi le 20 octobre 1935, arrivant avec seulement 8 000 à 9 000 membres.
La position de Zhou au sein du PCC change à de nombreuses reprises durant la Longue Marche. Au début des années 1930, il est le dirigeant de facto du PCC et exerce une influence supérieure sur les autres membres du Parti même s'il partage le pouvoir avec Bo et Braun. Dans les mois suivant la conférence de Zunyi en janvier 1935, durant laquelle Bo et Braun sont démis de leurs fonctions, Zhou parvient à conserver sa position car il montre sa volonté d'afficher la responsabilité sur sa tactique victorieuse de défaite de l'encerclement de Tchang et son soutien à Mao Zedong qui gagne en influence au sein du Parti. Après la conférence de Zunyi, Mao devient l'assistant de Zhou. Après que les communistes ont atteint le Shaanxi et terminé la Longue Marche, Mao prend officiellement la place de Zhou à la direction du PCC, alors que Zhou devient vice-président. Les deux hommes conserveront ces positions dans l'appareil du PCC jusqu'à leur mort en 1976.

### Incident de Xi'an

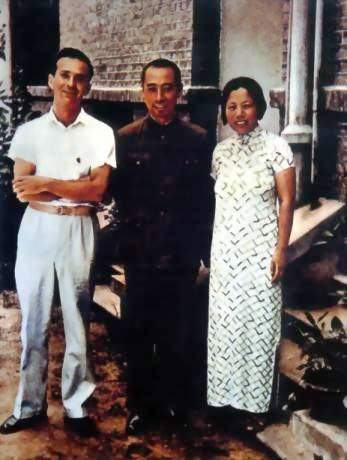
Zhou Enlai (au centre) avec sa femme Deng Yingchao et le journaliste américain Edgar Snow, vers 1938.

Au cours du 7e Congrès du Komintern, tenu en juillet-août 1935, Wang Ming édite un manifeste anti-fasciste, indiquant que la précédente politique du PCC de « s'opposer à Tchang Kaï-chek et résister au Japon » doit être remplacée par une politique « d'unité avec Tchang Kaï-chek pour résister au Japon. » Zhou joue un rôle important dans la réalisation de cette politique. Il noue des contacts avec un des commandants les plus expérimentés du KMT dans le nord-est, Zhang Xueliang. En 1935, Zhang exprime ses sentiments anti-japonais et ses doutes quant à la volonté de Tchang Kaï-chek de s'opposer aux Japonais. Ce point de vue permet à Zhou de facilement le convaincre en indiquant que le PCC souhaite coopérer pour combattre contre les Japonais.
Zhou établit un « Comité de travail du nord-est » dans le but de promouvoir la coopération avec Zhang. Le Comité travaille à persuader l'armée de Zhang de s'unir avec l'Armée rouge pour combattre le Japon et reprendre la Mandchourie. Il crée également de nouveaux slogans patriotiques, dont « Les Chinois ne doivent pas combattre les Chinois », afin de promouvoir la nouvelle politique de Zhou. Utilisant son réseau de contacts secrets, ce dernier organise une rencontre avec Zhang à Yan'an, alors contrôlée par l'armée du nord-est de Zhang.
Cette première réunion entre les deux hommes se tient dans une église le 7 avril 1936. Zhang montre un grand intérêt à mettre fin à la guerre civile, unifier le pays et combattre les Japonais. Mais il met en garde sur le fait que Tchang contrôle fermement le gouvernement national et que ces buts seront difficiles à atteindre sans sa coopération. Les deux parties mettent fin à la réunion en scellant un accord pour trouver un moyen secret de travailler ensemble. Alors que Zhou tente de se rapprocher de Zhang, Tchang devient suspicieux envers Zhang et de plus en plus insatisfait de son inaction envers les communistes. Pour duper Tchang, Zhou et Zhang déploient de fausses unités militaires pour donner l'impression que l'Armée rouge et l'Armée du nord-est sont engagés dans une bataille.
En décembre 1936, Tchang Kaï-chek se rend dans le quartier général nationaliste à Xi'an pour tester la loyauté des forces locales militaires du KMT sous les ordres du maréchal Zhang Xueling et pour mener personnellement ses forces lors d'un assaut final contre les bases communistes dans le Shaanxi, que Zhang doit détruire. Déterminé à forcer Tchang à diriger les forces de la Chine contre les Japonais, qui ont capturé les territoires de Zhang en Mandchourie et préparent une invasion du reste du territoire, Zhang et ses troupes se ruent sur le quartier général de Tchang le 12 décembre, tuent la plupart de ses gardes du corps et capturent le généralissime dans ce qui est appelé l'incident de Xi'an.
Les réactions à l'enlèvement de Tchang à Yan'an sont mitigées. Certains, dont Mao Zedong et Zhu De, le voient comme une occasion de tuer Tchang. D'autres, dont Zhou Enlai et Zhang Wentian, le voient comme une occasion d'achever la politique de front uni contre les Japonais, qui renforcerait la position globale du PCC. Le débat à Yan'an prend fin à l'arrivée d'un long télégramme de Joseph Staline, pressant le PCC à travailler à la libération de Tchang, expliquant qu'un front uni est la meilleure solution pour résister aux Japonais et que seul Tchang possède le prestige et l'autorité nécessaires pour mener à bien ce plan.
Après de premiers échanges avec Zhang sur le sort de Tchang, Zhou se rend à Xi'an le 16 décembre en tant que négociateur communiste, dans un avion spécialement affrété par Zhang. Jusqu'au 25 décembre 1936, Zhou tente de négocier avec Tchang et Zhang en proposant un gouvernement national de front uni avec Tchang comme leader, une démarcation entre les territoires du KMT et du PCC, la tenue d'une conférence incluant une délégation communiste et une série de futures négociations à Nankin. Au fil de ces jours d'intenses négociations, menées avec extrême précaution et courtoisie, Zhou parvient avec succès à réconcilier leurs positions.
Le 20 décembre, Song Ziwen arrive à Xi'an, suivie deux jours plus tard par Song Meiling, afin de négocier la libération de Tchang. Dans un premier temps, Tchang est opposé à toute négociation avec un délégué communiste. Il change finalement d'avis, en se rendant compte que sa vie et sa liberté son largement dépendantes du bon vouloir des communistes. Le 24 décembre, il rencontre Zhou, pour la première entrevue entre les deux hommes depuis que Zhou a quitté Huangpu dix ans plus tôt. Zhou commence la conversation par cette phrase : « En dix ans que nous ne nous sommes pas rencontrés, tu as très peu vieilli. » Tchang hoche la tête et dit : « Enlai, tu étais mon subordonné. Tu devrais faire ce que je dis. » Le communiste réplique alors que si Tchang souhaite arrêter la guerre civile et résister aux Japonais à la place, l'Armée rouge acceptera volontiers son commandement. À la fin de l'entretien, Tchang promet de mettre fin à la guerre civile et de résister ensemble contre les Japonais, et il invite Zhou à Nankin pour poursuivre les pourparlers.
Le 25 décembre, Zhang relâche Tchang et l'accompagne à Nankin. Par la suite, Zhang est poursuivi en cour martiale et assigné à résidence, tandis que la plupart de ses officiers qui ont pris part à l'incident de Xi'an sont exécutés. Bien que le KMT rejette officiellement toute collaboration avec le PCC, Tchang met fin aux activités militaires contre les bases communistes à Yan'an. Après la fin des attaques du KMT, le PCC est capable de consolider ses territoires et de préparer la résistance face aux Japonais.
Après l'annonce de la trahison contre Zhang et de son arrestation par Tchang, les anciens officiers de Zhang sont inquiets. Certains d'entre eux assassinent un général nationaliste, Wang Yizhe. Alors que Zhou est toujours à Xi'an, il est encerclé dans ses bureaux par des officiers de Zhang, qui accusent les communistes d'avoir fomenté l'incident de Xi'an et trahi Zhang en le convainquant de se rendre à Nankin. Ils menacent alors de tuer Zhou. Ce dernier garde son calme et défend avec éloquence sa position. Il parvient à apaiser les officiers, qui finissent par partir. Dans une série de négociations menées avec le KMT, qui dure jusqu'en juin 1937 (lorsque l'incident du pont Marco Polo se produit), Zhou tente d'obtenir la libération de Zhang, sans succès.

## Activités durant la Seconde Guerre mondiale

### Propagande et renseignements à Wuhan
Lorsque la capitale Nankin tombe aux mains de Japonais le 13 décembre 1937, Zhou suit le gouvernement nationaliste dans la capitale provisoire de Wuhan. En tant que représentant en chef du PCC dans l'accord de coopération entre le KMT et le PCC, il établit et dirige le bureau officiel de liaison KMT-PCC. Dans le même temps, il met en place le Bureau du Yangzi du Comité central. Sous couvert de son association avec l'armée de la 8e route, il utilise le Bureau du Yangzi pour conduire des opérations clandestines dans le sud de la Chine, recrutant secrètement des espions communistes et établissant des structures communistes à travers les régions contrôlées par le KMT.
En août 1937, le PCC envoie des ordres secrets à Zhou pour concentrer son travail d'unification vers l'infiltration de communistes et l'organisation à tous les niveaux du gouvernement et de la société. Zhou adhère à ces ordres et applique ses talents d'organisation pour les accomplir. Peu après son arrivée à Wuhan, il convainc le gouvernement nationaliste d'approuver et financer un journal communiste, le Xinhua ribao (Le Quotidien de la Nouvelle Chine), en le présentant comme un outil de propagande anti-japonaise. Ce journal devient un outil majeur dans la diffusion de la propagande communiste, à tel point que les nationalistes considèreront leur choix de soutien envers lui comme leur plus grande erreur.
Zhou parvient à rassembler un nombre important d'intellectuels et artistes chinois pour promouvoir la résistance contre les Japonais. En 1938, il organise un important rassemblement de propagande, à la suite de la victoire de Tai'erzhuang. Entre 400 000 et 500 000 personnes prennent part à cette célébration et un chœur de 10 000 personnes entonne des chansons de résistance. Les levées de fonds durant la semaine de fête permettent de récolter plus d'un million de yuan. Zhou lui-même donne 240 yuan, son salaire mensuel de directeur adjoint du Département politique.
Alors qu'il travaille à Wuhan, Zhou est le principal contact du PCC pour le monde extérieur. Il travaille avec vigueur pour renverser la perception des communistes comme « organisation de bandits. » Il noue et maintient des contacts avec plus de quarante journalistes et écrivains étrangers, dont Edgar Snow, Agnes Smedley, Anna Louise Strong et Rewi Alley, dont la plupart adhèrent à la cause communiste et écrivent leur soutien dans des publications étrangères. Dans ses efforts pour promouvoir le PCC dans le reste du monde, Zhou organise un voyage à Yan'an d'une équipe médicale canadienne menée par Norman Bethune et assiste le réalisateur néerlandais Rodney Evans dans la production du documentaire 400 Millions de personnes.
Zhou ne parvient toutefois pas à éviter la défection publique de Zhang Guotao, un des fondateurs du PCC, vers le KMT. Zhang envisage sa défection à la suite d'un désaccord avec Mao Zedong sur la mise en œuvre de la politique de front uni et parce qu'il a un ressentiment contre le style autoritaire de Mao. Zhou, avec l'aide de Wang Ming, Bo Gu et Li Kenong, intercepte Zhang après son arrivée à Wuhan et engage d'intenses négociations au cours du mois d'avril 1938 afin de le convaincre de rester. Mais ces discussions échouent. Finalement, Zhang refuse tout compromis et il se place sous la protection de la police secrète du KMT. Le 18 avril, le Comité central du PCC exclut Zhang du Parti et Zhang rédige lui-même un rapport accusant le PCC de saboter les efforts de résistance contre les Japonais. Cet épisode constitue un sérieux échec dans les tentatives de Zhou pour améliorer le prestige du Parti.

### Stratégie militaire à Wuhan
En janvier 1938, le gouvernement nationaliste nomme Zhou directeur adjoint du Département politique du Comité militaire, travaillant directement sous les ordres du général Cheng Cheng. En tant que communiste confirmé au rang de lieutenant-général, Zhou est le seul communiste à avoir une position de haute responsabilité dans le gouvernement nationaliste. Il utilise son influence dans le Comité militaire pour promouvoir les généraux nationalistes qu'il juge capables et pour promouvoir la coopération avec l'Armée rouge.
Durant la campagne de Tai'erzhuang, Zhou utilise son influence pour s'assurer que le général nationaliste le plus efficace disponible, Li Zongren, soit nommé commandant général, malgré les réserves de Tchang vis-à-vis de la loyauté de Li. Alors que Tchang hésite à engager des troupes pour la défense de Tai'erzhuang, Zhou le convainc de le faire en promettant une attaque simultanée de l'armée de la 8e route communiste sur les positions septentrionales des Japonais et un sabotage par la Nouvelle Quatrième armée de la ligne ferroviaire Tianjin-Pukou, coupant ainsi le ravitaillement japonais. Finalement, la défense de Tai'erzhuang est une victoire importante pour les nationalistes, qui se solde par la perte de 20 000 soldats japonais et la capture d'un nombre important de fournitures et d'équipements.

### Adoption d'orphelins
En tant qu'ambassadeur du PCC auprès du KMT, Zhou, qui n'a pas d'enfants, rencontre et sympathise avec de nombreux orphelins. À Wuhan, il adopte une jeune fille, Sun Weishi, en 1937. La mère de la jeune fille l'a emmenée à Wuhan après l'exécution par le KMT de son père en 1927, au cours de la Terreur blanche. Zhou la rencontre alors que la jeune fille de seize ans pleure devant le bureau de liaison de l'armée de la 8e route, après s'être vu refuser une permission pour se rendre à Yan'an, à cause de sa jeunesse et de son manque de contacts politiques. Après que Zhou sympathise et l'adopte, Sun peut enfin se rendre à Yan'an. Elle poursuit une carrière d'actrice et réalisatrice, devenant par la suite la première réalisatrice de drames parlés (huaju) en république populaire de Chine.
Zhou adopte également le frère de Sun, Sun Yang. Après avoir rejoint Zhou à Yan'an, Sun Yang devient l'assistant personnel de Zhu De. Après la fondation de la république populaire de Chine, il devient président de l'université Renmin de Chine.
En 1938, Zhou rencontre et sympathise avec un autre orphelin, Li Peng. Li a seulement trois ans lorsqu'en 1931 son père est tué par le KMT. Par la suite, Zhou s'occupe de lui à Yan'an. Après la guerre, Zhou forme Li et l'envoie pour apprendre l'ingénierie en énergie à Moscou. Zhou l'introduit ensuite dans la puissante bureaucratie des énergies, ce qui le protège des Gardes rouges durant la révolution culturelle. Sous l'influence de son mentor, l'accession de Li au poste de Premier ministre dans les années 1980-1990 ne surprend alors personne.

### Fuite vers Chongqing
À l'automne 1938, les Japonais engagent la bataille de Wuhan afin de s'emparer de la ville. Les combats sont rudes pendant quatre mois autour de la cité. Une fois complètement encerclés, les nationalistes abandonnent la cité sans y combattre directement et fuient encore plus dans les terres jusqu'à Chongqing. Sur la route vers la ville du Sichuan, Zhou est presque tué au cours de l'incendie de Changsha, qui dure trois jours, détruit les deux tiers de la ville, tue plus de 20 000 civils et fait des centaines de milliers de sans-abris. Ce feu est délibérément causé par l'armée nationaliste en retraite pour éviter que la ville ne tombe aux mains des Japonais. Prétendument à cause d'une erreur d'organisation, le feu débute sans que la population de la ville ait été avertie.
Après s'être échappé de Changsha, Zhou trouve refuge dans un temple bouddhiste dans un village voisin et organise l'évacuation de la ville. Il mandate une enquête auprès des autorités pour déterminer les causes de l'incendie, afin que les responsables soient punis. Il organise les réparations données aux victimes, le grand nettoyage de la cité et l'aide apportée aux sans-abris. Finalement, les nationalistes blâment trois responsables locaux pour le feu et les exécutent. Les journaux à travers la Chine accusent des incendiaires non nationalistes, mais l'incendie conduit à une perte de soutien pour le KMT de la part de la population.

### Premières activités à Chongqing
Zhou Enlai atteint Chongqing en décembre 1938 et recommence les opérations officielles et officieuses qu'il conduisait à Wuhan en janvier 1938. En plus de faire formellement partie du gouvernement nationaliste, il dirige deux journaux communistes, forme des réseaux efficaces de renseignements et améliore la popularité et l'organisation du PCC dans la Chine du sud. À son apogée, le personnel sous ses ordres compte plusieurs centaines de personnes qui ont des missions officielles ou clandestines. En apprenant que son père Zhou Shaogang, ne peut plus subvenir à ses besoins, Zhou Enlai le rapatrie près de lui pour s'en occuper jusqu'à sa mort en 1942.
Peu après son arrivée à Chongqing, Zhou parvient à faire pression sur le gouvernement nationaliste afin de libérer des prisonniers politiques communistes. Après leur libération, il assigne les anciens détenus à des postes d'agents pour organiser et diriger des organisations du Parti à travers le sud de la Chine. Les activités clandestines de Zhou rencontrent un franc succès, décuplant les adhésions au PCC dans le sud du pays. Tchang est d'une certaine façon au courant de ces activités et tente de les supprimer, mais en général sans succès.

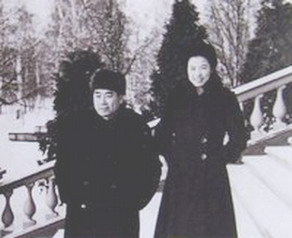
Zhou Enlai et Sun Weishi à Moscou, en 1939.

En juillet 1939, alors qu'il participe à une série de réunions du Politburo à Yan'an, Zhou a un accident de cheval et se brise le coude droit. À cause des faibles soins médicaux disponibles dans la ville, Zhou se rend à Moscou, mais trop tard pour réparer la fracture, son bras droit restant courbé pour le reste de sa vie. Il profite toutefois de l'occasion pour rendre compte auprès du Komintern du statut du front uni. Joseph Staline est alors contrarié face au refus du PCC de travailler plus étroitement avec les nationalistes et il refuse de voir Zhou durant son séjour. La fille adoptive de Zhou l'accompagne à Moscou, où elle reste après son départ pour poursuivre des études de cinéma.

### Travail de renseignement à Chongqing
Le 4 mai 1938, le Politburo accepte que Zhou focalise ses efforts sur la création de réseaux d'agents secrets du PCC pour travailler clandestinement et pour de longues périodes. Les communistes sont invités à rejoindre le KMT, augmentant ainsi la capacité des agents à infiltrer les établissements administratifs, d'éducation, économiques et militaires du KMT. Sous la couverture du Bureau de l'armée de la 8e route, installé à l'extérieur de la ville, Zhou adopte une série de mesures pour étendre le réseau de renseignements du PCC.
Alors que Zhou retourne à Chongqing en mai 1940, une fissure sérieuse se forme entre le KMT et le PCC. Au cours de l'année suivante, les relations entre les deux partis dégénèrent en arrestations et exécutions de membres du Parti, en tentatives secrètes d'agents des deux côtés pour s'éliminer les uns les autres, en efforts de propagande pour s'attaquer mutuellement et en affrontements militaires. Le front uni est officiellement dissout après l'incident de l'Anhui en janvier 1941, lorsque 9 000 soldats communistes de la Nouvelle Quatrième armée sont pris en embuscade et leurs commandants soit tués soit emprisonnés par les troupes gouvernementales.
En réponse à la césure entre les deux partis, Zhou appelle les dirigeants du PCC à agir encore plus secrètement. Il continue les efforts de propagande à travers les journaux qu'il dirige et garde contact avec des journalistes et ambassadeurs étrangers. Il augmente et améliore la force de frappe des renseignements du PCC au sein du KMT, du gouvernement de Wang Jingmei et de l'empire du Japon, en recrutant, entrainant et organisant un important réseau d'espions communistes. Yan Baohang, un membre actif et secret du PCC dans les cercles diplomatiques de Chongqing, informe Zhou que Hitler envisage d'attaquer l'Union soviétique le 22 juin 1941. Sous la signature de Zhou, cette information est envoyée à Staline le 20 juin, deux jours avant l'attaque allemande.

### Activités économiques et diplomatiques
Malgré l'aggravation des relations avec Tchang Kaï-chek, Zhou opère ouvertement à Chongqing, se liant d'amitié avec des visiteurs chinois et étrangers et assistant à des activités culturelles publiques, principalement du théâtre chinois. Zhou cultive une amitié proche avec le général Feng Yuxiang, ce qui lui permet de rencontrer librement les officiers de l'armée nationaliste. Il se lie d'amitié avec le général He Jifeng et le convainc de devenir secrètement membre du PCC durant sa visite officielle à Yan'an. Les agents de renseignement de Zhou infiltrent l'armée sichuanaise du général Deng Xihou, ce qui permet d'obtenir un accord secret pour approvisionner en munitions la Nouvelle Quatrième armée communiste. Zhou convainc un autre général du Sichuan, Li Wenhui, d'installer clandestinement un transmetteur radio qui facilite les communications secrètes entre Yan'an et Chongqing. Zhou noue également des amitiés avec Zhang Chong et Nong Yun, les commandants des forces armées du Yunnan, qui deviennent des agents secrets communistes et acceptent de coopérer avec le PCC contre Tchang Kaï-chek et d'établir une station radio clandestine qui diffuse la propagande communiste depuis le bâtiment du gouvernement provincial à Kunming.
Zhou reste le principal représentant du PCC pour l'étranger durant son séjour à Chongqing. il apprécie de recevoir des visiteurs étrangers et donne une impression favorable aux diplomates américains, britanniques, canadiens et russes entre autres, malgré les efforts vains de Tchang pour l'isoler de la communauté internationale. Zhou est à plusieurs reprises décrit par ses visiteurs comme charmant, urbain, travailleur et adoptant un style de vie simple. En 1941, il reçoit la visite d'Ernest Hemingway et de sa femme, Martha. Cette dernière écrit plus tard qu'elle et Ernest ont été impressionnés par Zhou (et extrêmement peu impressionnés par Tchang) et qu'ils ont été convaincus que les communistes prendront le pouvoir en Chine après leur visite.
Parce que Yan'an est incapable de financer toutes les activités de Zhou, ce dernier tente de se financer par lui-même de différentes manières. Il accepte des dons de soutiens étrangers, de Chinois expatriés et du China Welfare Institute (dirigé par la veuve de Sun Yat-sen, Song Qingling). Mais les dons ne suffisent pas, Zhou entreprend donc diverses affaires à travers la Chine contrôlée par le KMT et les Japonais. Il est ainsi propriétaire de plusieurs entreprises de commerce dans plusieurs villes chinoises (principalement Chongqing et Hong Kong), d'un magasin de soie à Chongqing, d'une raffinerie et de diverses usines de production de matériels industriels, vêtements, médicaments occidentaux entre autres.
Grâce à Zhou, les hommes d'affaires communistes font de grands profits dans le change et la spéculation de marchandises, en particulier sur les marchés internationaux du dollar et de l'or. Toutefois, l'activité la plus lucrative pour Zhou est issue de plusieurs plantations d'opium dans différentes régions. Bien que le PCC est engagé depuis sa fondation dans la lutte contre la consommation de cette drogue, Zhou justifie la production et la distribution d'opium dans les régions contrôles par le KMT par les importants profits générés pour le PCC et par les effets débilitants que l'addiction à l'opium peut avoir sur les soldats et les officiels du gouvernement du KMT.

### Relations avec Mao Zedong
En 1943, la relation entre Zhou et Tchang Kaï-chek se détériore. Le dirigeant communiste rentre donc définitivement à Yan'an. Mao Zedong est alors Secrétaire du Parti communiste chinois et tente de faire accepter ses théories politiques comme dogme du Parti. Suivant son accession au pouvoir, Mao organise une campagne pour endoctriner les membres du PCC. Celle-ci devient la base du culte de la personnalité du maoïsme qui dominera par la suite les politiques chinoises jusqu'à la fin de la révolution culturelle.
Après son retour à Yan'an, Zhou Enlai est fortement et excessivement critiqué dans cette campagne. Il est cité avec les généraux Peng Dehuai, Liu Bocheng, Ye Jianying et Nie Rongzhen, comme faisant partie des empiristes à cause de sa coopération avec le Komintern et l'ennemi de Mao, Wang Ming. Mao attaque publiquement Zhou en l'accusant d'être un « collaborateur et assistant du dogmatisme […] qui a rabaissé l'étude du marxisme-léninisme ». Mao et ses alliés affirment alors que les organisations du PCC que Zhou a créées dans le sud de la Chine sont en fait dirigées par des agents secrets du KMT, accusation que Zhou nie fermement, et qui n'est finalement abandonnée qu'à la fin de la campagne lorsque Mao est convaincu de la servilité de Zhou.
Zhou se défend lui-même en menant une longue série de réflexions publiques et d'auto-critiques. Il fait également de nombreux discours durant lesquels il loue Mao et le maoïsme et donne son approbation inconditionnelle à la direction de Mao. Il rejoint également le rang des alliés de Mao en attaquant Peng Shuzhi, Chen Duxiu et Wang Ming. La persécution de Zhou inquiète Moscou et Georgi Dimitrov écrit une lettre personnelle à Mao indiquant que « Zhou Enlai […] ne doit pas être exclu du Parti. » Finalement, la reconnaissance enthousiaste par Zhou de ses propres fautes, son approbation explicite et élogieuse des méthodes de Mao et son attaque des ennemis de Mao finissent par convaincre que son adhésion au maoïsme est sincère, ce qui est une condition sine qua non pour sa survie politique. Lors du septième Congrès du PCC en 1945, Mao est désigné comme dirigeant global du PCC et le dogme du maoïsme est fermement ancré dans la direction du Parti.

## Efforts diplomatiques avec les États-Unis

### Mission Dixie
Après l'entrée en guerre des États-Unis contre le Japon en 1941, les hommes politiques et conseillers militaires américains montrent de plus en plus leur intérêt pour rencontrer les communistes afin de coordonner les attaques contre les Japonais. En juin 1944, Tchang Kaï-chek autorise un groupe américain d'observation militaire, connu sous le nom de « Mission Dixie » (en référence aux anciens États confédérés d'Amérique qui sont similaires aux territoires méridionaux tenus par les chinois), à voyager à Yan'an. Mao et Zhou accueillent cette mission et participent à de nombreuses discussions pour gagner le soutien américain. Ils promettent un appui à toute action militaire américaine sur le sol chinois et tentent de convaincre les Américains que le PCC est engagé dans un gouvernement d'unification KMT-PCC. En signe de bonne volonté, les unités de guérilla de l'Armée populaire de libération (APL) reçoivent pour instruction de secourir les soldats alliés emprisonnés en Chine (pour la plupart des aviateurs américains). Lorsque les Américains quittent Yan'an, les membres de la mission sont nombreux à croire que le PCC est « un parti cherchant une croissance démocratique ordonnée à travers le socialisme » et la mission suggère officiellement une plus grande coopération entre le PCC et l'armée américaine.

### 1944–1945
En 1944, Zhou écrit au général Joseph Stillwell, le commandant américain du théâtre des opérations de Chine-Birmanie-Inde, pour le convaincre du besoin de soutenir les communistes et du désir de ces derniers de fonder un gouvernement uni après la guerre. Le désenchantement ouvert de Stillwell envers le gouvernement nationaliste en général et Tchang en particulier motive le président Franklin Delano Roosevelt de le destituer la même année, avant que la diplomatie de Zhou ne porte ses fruits. Le remplaçant de Stillwell, Patrick Hurley, est réceptif aux appels de Zhou, mais refuse finalement d'aligner les forces américaines avec le PCC à moins que le Parti ne fasse des concessions au KMT, ce que Mao et Zhou jugent inacceptable. Peu après la reddition du Japon en 1945, Tchang invite Mao et Zhou à Chongqing pour prendre part à la conférence pour la paix organisée par les Américains.

### Négociations à Chongqing
Il existe une grande appréhension à Yan'an, de peur que l'invitation ne soit qu'un piège et que les nationalistes aient planifié d'assassiner ou emprisonner les deux dirigeants communistes. Zhou prend en charge la sécurité de Mao. Sa fouille minutieuse de leur avion et de leur logement ne donne aucun résultat. Au cours du voyage à Chongqing, Mao refuse d'entrer dans son logement avant qu'il ne soit personnellement inspecté par Zhou. Les deux hommes se rendent ensemble aux réceptions, banquets et autres rassemblements publics. Zhou présente Mao à un certain nombre de célébrités et hommes politiques locaux avec lesquels il a noué des amitiés lors de son précédent séjour dans la ville.
Durant les quarante-trois jours de négociations, Mao et Tchang se rencontrent à onze reprises pour discuter du futur de la Chine après la guerre, pendant que Zhou travaille sur les détails des négociations. Finalement, les discussions ne résolvent rien. L'offre de retrait de l'Armée rouge du sud de la Chine est ignorée et l'ultimatum de Hurley pour incorporer le PCC dans le KMT est pris comme une insulte par Mao. Alors que ce dernier retourne à Yan'an le 10 octobre 1945, Zhou reste sur place pour finir les détails de la résolution de la conférence. Il revient à Yan'an le 27 novembre 1945, lorsque d'importantes escarmouches entre communistes et nationalistes mènent toute future négociation dans une impasse. Finalement, Hurley annonce lui-même sa démission, accusant les membres de l'ambassade américaine de le miner et de favoriser les communistes.

### Négociations avec Marshall
Lorsque Harry Truman devient président des États-Unis, il nomme le général George Marshall envoyé spécial en Chine le 15 décembre 1945. Celui-ci est chargé d'obtenir un cessez-le-feu entre PCC et KMT et d'inciter Mao et Tchang à respecter l'accord de Chongqing, que les deux ont signé. Les principaux dirigeants communistes, dont Zhou, considèrent la nomination de Marshall comme une bonne nouvelle et espèrent qu'il sera un négociateur plus flexible que Hurley. Zhou arrive à Chongqing pour négocier avec Marshall le 22 décembre.
La première phase de discussions commence doucement. Zhou représente les communistes, Marshall les Américains et Zhang Qun (plus tard remplacé par Zhang Zhizhong) le KMT. En janvier 1946, les deux parties s'accordent à cesser les hostilités et à réorganiser leurs armées dans le but de séparer l'armée des partis politiques. Zhou signe cet accord, tout en sachant qu'aucun des deux partis ne l'appliquera jamais. Au cours d'un discours, Tchang promet une liberté politique, une autonomie locale, des élections libres et la libération de prisonniers politiques. Zhou acclame les dires de Tchang et exprime son opposition à la guerre civile.
La direction du PCC voit ces accords de façon optimiste. Le 27 janvier 1946, le secrétariat du PCC nomme Zhou parmi les huit dirigeants qui participeront au futur gouvernement de coalition, avec entre autres Mao, Liu Shaoqi et Zhu De. Zhou est même pressenti pour devenir vice-président de la Chine. Mao annonce alors son désir de se rendre aux États-Unis et Zhou reçoit l'ordre de manipuler Marshall pour faire avancer le processus de paix.
À partir de ce moment, les négociations de Marshall commencent à se détériorer. Ni le KMT, ni le PCC ne souhaite abandonner quelque avantage qu'il a gagné, séparer son armée de son parti ou sacrifier quelque niveau d'autonomie dans les régions qu'il contrôle. Les accrochages militaires en Mandchourie sont de plus en plus fréquents au cours du printemps et de l'été 1946, forçant les communistes à la retraite après quelques batailles importantes. Les armées du gouvernement augmentent leurs attaques dans d'autres parties de la Chine.
Le 3 mai 1946, Zhou et sa femme quittent Chongqing pour Nankin, où la capitale nationaliste est de nouveau installée. Les négociations se dégradent encore et le 9 octobre Zhou informe Marshall qu'il n'a plus la confiance du PCC. Le 11 octobre, les troupes nationalistes capturent la ville communiste de Zhangjiakou dans le nord du pays. Tchang, confiant dans sa capacité à battre les communistes, réunit l'assemblée nationale pour une session sans la participation du PCC et ordonne la rédaction d'un premier projet de constitution le 15 novembre. Le lendemain, Zhou tient une conférence de presse au cours de laquelle il accuse le KMT de « mettre en morceaux les accords de la conférence politique consultative ». Le 19 novembre, Zhou et l'ensemble de la délégation communiste quittent Nankin pour Yan'an.

## Reprise de la guerre civile

### Stratège militaire et chef des renseignements
Après l'échec des négociations, la guerre civile chinoise reprend de plus belle. Zhou délaisse la diplomatie, tournant son attention vers les affaires militaires tout en gardant un intérêt pour les renseignements. Il travaille directement sous les ordres de Mao en tant que chef de camp, vice secrétaire de la Commission militaire du Comité central et général en chef. À la tête du Comité de travail urbain du Comité central, une agence fondée pour coordonner le travail dans les zones contrôlées par le KMT, Zhou continue ses activités clandestines.
La supériorité des troupes nationalistes permet la capture de Yan'an en mars 1947, mais les agents secrets de Zhou fournissent au commandant général de la ville, Peng Dehuai, des détails sur la force, la répartition, la couverture aérienne et les dates de déploiement de l'armée du KMT. Ceci permet aux communistes d'éviter d'importantes batailles et d'engager avec les nationalistes des batailles de guérilla, qui conduisent Peng à enchaîner une série de victoires importantes. En février 1948, plus de la moitié des troupes du KMT dans le nord-est est ainsi battue et épuisée. Le 4 mai 1948, Peng met la main sur 40 000 uniformes militaires et plus d'un million de pièces d'artillerie. En janvier 1949, les forces communistes prennent possession de Pékin et Tianjin, contrôlant ainsi le nord de la Chine.

### Diplomatie
Le 21 janvier 1949, Tchang démissionne de son poste de président du gouvernement nationaliste et est remplacé par le général Li Zongren. Le 1er avril, Li commence une série de négociations de paix avec une délégation de six membres du PCC. Ces derniers sont dirigés par Zhou Enlai et les représentants du KMT par Zhang Zhizhong.
Zhou débute les négociations en demandant : « Pourquoi avez-vous été à Xikou (où Tchang réside) pour voir Tchang Kaï-chek avant de quitter Nankin ? » Zhang répond que Tchang possède toujours du pouvoir même s'il est techniquement en retraite et que son approbation est nécessaire pour finaliser quelque accord. Le PCC n'accepte alors pas une fausse paix dictée par Tchang. Toutefois, les négociations continuent jusqu'au 15 avril, lorsque Zhou produit une « version finale » d'un « projet d'accord pour la paix interne » qui est en substance un ultimatum pour accepter les demandes du PCC. Le gouvernement du KMT ne donne aucune réponse dans les cinq jours suivants, notifiant ainsi son désaccord sur les revendications de Zhou.
Le 21 avril Mao et Zhou diffusent un « ordre à l'armée pour une avancée à travers tout le pays. » Le 23 avril, les troupes de l'APL prennent Nankin, puis en octobre le Guangdong, place forte de Li Zongren, forçant ce-dernier à l'exil aux États-Unis. En décembre 1949, les troupes communistes capturent Chengdu, la dernière ville de Chine continentale contrôlée par le KMT, poussant Tchang à s'enfuir vers Taïwan.

## Diplomate et homme d'État de la république populaire de Chine

### Situation diplomatique de laRPCen 1949

Portrait officiel des années 1950

Au début des années 1950, l'influence internationale de la Chine est très faible. Après la chute de la dynastie Qing en 1911, les prétentions de la Chine à l'universalisme sont brisées par une succession de défaites militaires et d'incursions européennes et japonaises. À la fin du règne de Yuan Shikai et de la période des seigneurs de guerre, le prestige international de la Chine est quasiment inexistant. Durant la seconde guerre mondiale, le rôle effectif de la Chine est parfois remis en question par les dirigeants des forces alliées. La guerre de Corée entre 1950 et 1953 exacerbe la position internationale de la Chine en s'opposant aux États-Unis, en assurant que Taïwan restera sous le contrôle de la république populaire de Chine (RPC) et en restant hors des Nations unies.
Après la fondation de la république populaire de Chine le 1er octobre 1949, Zhou est nommé à la fois Premier ministre du Conseil d'administration du gouvernement (plus tard remplacé par le Conseil d'État) et Ministre des Affaires étrangères. À travers la coordination de ces deux fonctions et de sa position de membre permanent du Politburo, il devient l'architecte des premières politiques étrangères de la RPC, présentant la Chine comme un nouveau membre de la communauté internationale mais déjà responsable. Au début des années 1950, Zhou est un négociateur expérimenté et est respecté en tant que vétéran de la révolution en Chine.
Les premiers efforts de Zhou pour améliorer le prestige de la RPC impliquent le recrutement de nombreux politiciens, capitalistes, intellectuels et dirigeants militaires chinois, qui sont techniquement affiliés au PCC. Zhou parvient à convaincre Zhang Zhizhong d'accepter un poste dans l'administration de la RPC en 1949, après que son réseau de renseignements a réussi à escorter Zhang et sa famille à Pékin. Tous les membres du KMT avec lesquels Zhou mène une négociation acceptent dans des conditions similaires en 1949.
La veuve de Sun Yat-sen, Song Qingling, qui s'oppose à sa famille et s'est opposée au KMT pendant des années, rejoint la RPC en 1949. Huang Yuanpei, un important industriel qui a refusé un poste au gouvernement pendant des années, se laisse également persuader d'accepter la fonction de vice-premier ministre du nouveau gouvernement. Fu Zuoyi, un commandant du KMT qui a abandonné la garnison de Pékin en 1948, rejoint pour sa part l'APL et accepte le poste de ministre de la conservation de l'eau.

### Diplomatie avec l'Inde
Les premiers succès diplomatiques de Zhou arrivent avec la poursuite d'une relation chaleureuse, basée sur le respect mutuel, avec le premier Premier ministre de l'Inde post-indépendance, Jawaharlal Nehru. Avec ses talents de diplomate, il parvient à persuader l'Inde d'accepter l'occupation du Tibet par la Chine en 1950 et 1951. L'Inde intervient ensuite en tant que médiateur neutre entre la Chine et les États-Unis durant les nombreuses phases difficiles des négociations suivant la Guerre de Corée.

### Guerre de Corée
Lorsque la guerre de Corée éclate le 25 juin 1950, Zhou est en plein processus de démobilisation de la moitié des 5,6 millions de soldats de l'APL, sous la direction du Comité central. Mao et lui discutent de la possibilité d'une intervention américaine avec Kim Il-sung en mai. Ils pressent ce dernier d'être prudent s'il envahit la Corée du Sud mais Kim refuse de prendre en compte sérieusement ces avertissements. Le 28 juin 1950, après que les États-Unis parviennent à faire voter une résolution de l'ONU condamnant l'agression nord-coréenne et envoient leur Septième flotte pour contrôler le détroit de Taïwan, Zhou critique à la fois les initiatives de l'ONU et des États-Unis les qualifiant « d'agression armée sur le territoire chinois ».
Alors que les premiers succès de Kim le laissent penser qu'il peut remporter la guerre dès le mois d'août, les dirigeants chinois sont plus pessimistes. Zhou ne partage pas la confiance du dirigeant coréen sur une fin rapide de la guerre et redoute de plus en plus l'intervention américaine. Pour contrer une possible invasion américaine en Corée du Nord ou en Chine, il obtient un engagement soviétique à apporter un soutien de l'URSS aux forces chinoises, avec un soutien aérien. Il déploie également 260 000 soldats chinois le long de la frontière avec la Corée du Nord, sous le commandement de Gao Gang. Ces forces armées reçoivent toutefois l'ordre de ne pas pénétrer en Corée du Nord ni engager le combat avec des forces des Nations unies ou américaines, sauf si elles sont attaquées. Zhou ordonne à Chai Chengwen d'engager une étude topographique de la Corée et charge Lei Yingfu, son conseiller militaire en Corée du Nord, d'analyser la situation militaire. Lei conclut que Douglas MacArthur va vraisemblablement tenter de débarquer à Incheon.
Le 15 septembre 1950, MacArthur débarque en effet à Incheon, rencontre peu de résistance et capture Séoul le 25 septembre. Des raids aériens détruisent la plupart des tanks nord-coréens et la plupart de son artillerie. Les troupes nord-coréennes, au lieu de fuir vers le nord, se désintègrent rapidement. Le 30 septembre, Zhou prévient les Américains que « le peuple chinois ne tolèrera pas d'agression étrangère ni ne tolèrera de voir ses voisins être sauvagement envahis par des impérialistes ».
Le 1er octobre, pour le premier anniversaire de la RPC, les troupes sud-coréennes traversent le trente-huitième parallèle. Staline refuse d'intervenir directement dans la guerre et Kim lance un appel frénétique à Mao pour renforcer son armée. Le lendemain, les dirigeants chinois organisent une réunion d'urgence à Zhongnanhai pour discuter d'une éventuelle aide militaire. Les discussions continuent jusqu'au 6 octobre. Durant la réunion, Zhou est un des seuls soutiens de la position de Mao, qui pense que la Chine devrait envoyer une aide militaire compte tenu de la force des armées américaines. Avec l'approbation de Peng Dehuai, la résolution d'envoyer des forces militaires en Corée est adoptée.
Pour obtenir le soutien de Staline, Zhou voyage jusqu'à sa résidence d'été sur la Mer Noire le 10 octobre. Dans un premier temps, le dirigeant soviétique s'accorde pour envoyer des équipements militaires et des munitions, mais il met en garde Zhou que l'aviation russe a besoin de deux ou trois mois pour préparer toute opération et qu'aucune troupe au sol ne sera envoyée. Dans la réunion qui suit, il lui dit qu'il fournira des équipements à la Chine sur la base d'un crédit et que l'aviation soviétique opérera uniquement dans l'espace aérien chinois. Tout cela ne sera effectif qu'à partir de mars 1951.
Dès son retour à Pékin le 18 octobre 1950, Zhou rencontre Mao Zedong, Peng Dehuai et Gao Gang. Les hommes ordonnent à 200 000 soldats chinois le long de la frontière de rentrer en Corée du Nord, ce qu'ils font le 25 octobre. Après avoir rencontré Staline le 13 novembre, Mao nomme Zhou commandant général et coordinateur de l'effort de guerre, avec Peng comme commandant de terrain. Ainsi, les ordres donnés par Zhou le sont au nom de la Commission militaire centrale.
En juin 1951, le conflit est dans une impasse autour du trente-huitième parallèle et les deux côtés s'accordent pour négocier un armistice. Zhou mène les discussions de trêve, qui commencent le 10 juillet. Il choisit Li Kenong et Qiao Guanhua pour diriger l'équipe de négociation chinoise. Les pourparlers se poursuivent pendant encore deux ans avant de mener à un cessez-le-feu en juillet 1953, signé officiellement à Panmunjeom.
La guerre de Corée constitue la dernière affectation militaire pour Zhou. En 1952, Peng Dehuai lui succède à la tête de la Commission militaire centrale, poste que Zhou occupe depuis 1947. En 1956, après le 8e Congrès du Parti, Zhou renonce officiellement à son poste dans la Commission militaire et concentre son travail sur le Comité permanent de l'Assemblée nationale populaire, le Conseil des affaires de l'État de la république populaire de Chine et les affaires étrangères.

### Diplomatie avec les voisins communistes de la Chine
Après la mort de Staline en 1953, Zhou se rend à Moscou pour assister à ses funérailles. Mao, curieusement, décide de ne pas voyager dans la capitale russe, peut-être en réponse au fait qu'aucun dirigeant soviétique important ne soit encore venu à Pékin ou parce que Staline avait refusé de le rencontrer en 1948. À Moscou, Zhou est notablement reçu avec un respect considérable de la part des officiels soviétiques, étant autorisé à se tenir auprès des nouveaux dirigeants de l'URSS, Nikita Khrouchtchev, Gueorgui Malenkov et Lavrenti Beria, contrairement à d'autres dignitaires étrangers. Avec ces trois dirigeants, Zhou marche directement derrière l'affut de canon qui transporte le cercueil de Staline. Ses efforts diplomatiques lors de son séjour à Moscou portent leurs fruits peu de temps après, en 1954, lorsque Khrouchtchev se rend en personne à Pékin pour assister au cinquième anniversaire de la fondation de la république populaire de Chine,.
Au cours des années 1950, Zhou travaille ardemment à tisser des relations économiques et politiques entre la Chine et les autres États communistes, coordonnant la politique étrangère de la Chine avec la politique soviétique de solidarité avec les alliés politiques. En 1952, il signe un accord économique et culturel avec la République populaire mongole, reconnaissant de facto l'indépendance de ce qui est connu sous le nom de Mongolie-Extérieure sous la dynastie Qing. Il travaille également sur un accord avec Kim Il-sung afin d'aider à la reconstruction de l'économie de la Corée du Nord après la guerre. Poursuivant un but de diplomatie pacifique avec les voisins de la Chine, Zhou entame des discussions amicales avec le Premier ministre de Birmanie, U Nu, et promet des efforts de la part de la Chine pour approvisionner les rebelles vietnamiens d'Hô Chi Minh.

### Accords de Genève

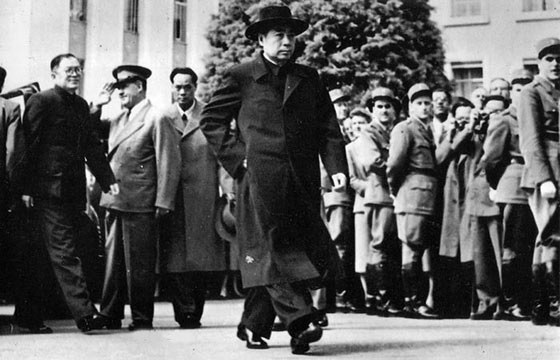
Zhou Enlai (au centre) à Genève en 1954.

En avril 1954, Zhou participe à la Conférence de Genève, qui a pour but de régler la guerre d'Indochine en cours. Sa patience et sa finesse sont sollicitées par les principales forces en présence (Soviétiques, Français, Américains et Vietnamiens du Nord) pour aplanir l'accord de fin du conflit. Selon la paix négociée, l'Indochine française est divisée en Laos, Cambodge, Viêt Nam du Nord et Viêt Nam du Sud. Des élections sont prévues dans les deux ans à venir pour créer un gouvernement de coalition dans un Viêt Nam réunifié et les Vietminh s'accordent à mettre fin aux activités de guérilla dans le Viêt Nam du Sud, au Laos et au Cambodge.
Durant une des premières réunions à Genève, Zhou se trouve dans la même pièce que le résolument anti-communiste secrétaire d'État américain, John Foster Dulles. Alors que Zhou l'invite à serrer sa main, Dulles lui tourne le dos grossièrement et quitte la salle en disant : « Je ne peux pas. » Zhou parvient à retourner ce moment d'humiliation en petite victoire en répondant à ce comportement par un léger haussement d'épaule. Il est également efficace pour lutter contre l'insistance de Dulles à ne pas donner de siège à la Chine durant les sessions de discussion. Favorisant l'impression d'urbanité et de civilité chinoises, il déjeune avec Charlie Chaplin, qui vit en Suisse après avoir été mis sur liste noire aux États-Unis pour ses positions politiques radicales.

### Conférence de Bandung
En 1955, Zhou est un des principaux participants de la Conférence de Bandung en Indonésie. Il s'agit d'une réunion de vingt-neuf États africains et asiatiques, organisée par l'Indonésie, la Birmanie, le Pakistan, Ceylan (l'actuel Sri Lanka) et l'Inde. Elle a pour but de promouvoir l'économie et la coopération culturelle afro-asiatiques, en opposition avec le colonialisme ou le néocolonialisme menés par les États-Unis et l'Union soviétique durant la guerre froide. Durant une allocution, Zhou expose une position neutre qui fait passer les États-Unis pour une menace pour la paix et la stabilité de la région. Il se plaint que pendant que la Chine travaillait à « la paix mondiale et le processus d'humanité », des « cercles agressifs » affiliés aux États-Unis ont activement soutenu les nationalistes à Taïwan et planifié de réarmer les Japonais. Il est particulièrement remarqué pour la déclaration suivante : « Le peuple d'Asie n'oubliera jamais que la première bombe atomique a explosé sur le sol asiatique. » Avec le soutien de ses plus prestigieux participants, la conférence se conclut sur la production d'une forte déclaration en faveur de la paix, l'abolition des armes nucléaires, la réduction générale des armées et le principe de représentation universelle aux Nations unies.
Alors qu'il se rend à la conférence, Zhou échappe à une tentative d'assassinat. Une bombe est en effet déposée dans l'avion Kashmir Princess d'Air India, qui doit mener Zhou de Hong Kong à Jakarta. Le dirigeant communiste échappe à cette tentative en changeant de vol à la dernière minute, mais les onze autres passagers du vol sont tués. Une récente étude attribue cette tentative d'assassinat à « une des agences de renseignements du KMT (Kuomintang) ». Le journaliste Joseph Trento affirme que Zhou a également échappé à une seconde tentative d'assassinat à la conférence de Bandung impliquant « un bol de riz empoisonné avec une toxine à action lente ».
Selon un rapport d'une récente étude, Zhou était au courant de la bombe cachée dans le Kashmir Princess, ayant été prévenu par ses propres agents de renseignements. Il n'aurait pas essayé de déjouer l'attentat, estimant que les personnes tuées sont jetables : des cadres de faible rang et des journalistes internationaux. Après le drame, Zhou utilise l'incident pour alerter les Britanniques sur les opérations secrètes actives du KMT à Hong Kong et presse la Grande-Bretagne à y désactiver le réseau de renseignements nationaliste. Il espère que l'incident va améliorer les relations britanniques avec la RPC et dégrader les relations avec la république de Chine. L'explication officielle de l'absence de Zhou dans le vol est une modification de planning à cause d'une opération de l'appendicite.
Après la conférence de Bandung, la position politique internationale de la Chine commence à s'améliorer progressivement. Grâce à l'aide de nombreuses puissances non alignées qui prennent part à la conférence, la position américaine de boycott économique et politique de la RPC commence à s'éroder, malgré la pression américaine continue dans cette direction. En 1971, les États-Unis finissent par abandonner cette position et la RPC acquiert le siège de la Chine aux Nations unies.

### Position sur la république de Chine
Lorsque la RPC est fondée le 1er octobre 1949, Zhou informe tous les gouvernements que tout pays souhaitant avoir des relations diplomatiques avec la RPC doit mettre fin avec ses relations avec la république de Chine et soutenir la RPC dans sa revendication du siège de la Chine aux Nations unies. Ceci constitue le premier document de politique étrangère diffusé par le nouveau gouvernement. En 1950, la RPC parvient à établir des relations diplomatiques avec les autres pays communistes et treize pays non-communistes, mais les pourparlers avec la plupart des gouvernements occidentaux sont infructueux.
Zhou sort de la conférence de Bandung avec une réputation de négociateur flexible et ouvert d'esprit. Reconnaissant que les États-Unis soutiendraient l'indépendance de facto de Taïwan avec une force militaire, Zhou persuade son gouvernement de mettre fin aux bombardements de Quemoy et des îles Matsu. Il recommande également la recherche d'une alternative diplomatique au lieu de la confrontation directe. Lors d'une annonce officielle en mai 1955, il déclare que la RPC « s'efforcera de libérer Taïwan par des moyens pacifiques aussi longtemps que possible ». Chaque fois que la question de Taïwan est posée par un homme d'État étranger, Zhou déclare que Taïwan fait partie de la Chine et que la résolution du conflit avec la république de Chine est une affaire interne. Il n'est néanmoins pas opposé à l'idée d'un rapprochement avec le gouvernement taïwanais, déclarant en 1971 : « Nous avons déjà fait deux fois alliance avec le Kuomintang, nous en ferons bien une troisième. »
En 1958, Zhou cède son poste de ministre des Affaires étrangères à Chen Yi, un général avec peu d'expérience diplomatique. À la suite de cela, le corps diplomatique de la RPC est considérablement réduit. Certains fonctionnaires sont mutés vers différents départements culturels et pédagogiques pour y remplacer les cadres qui ont été qualifiés de droitistes et envoyés en camps de travail.

### Communiqué de Shanghai

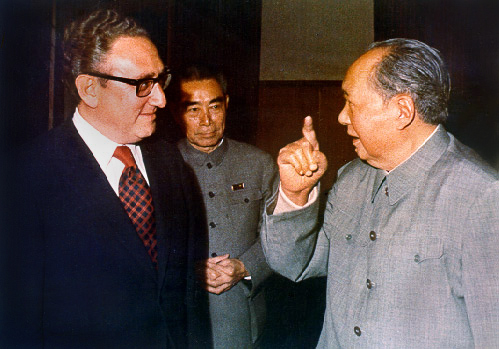
Zhou avec Henry Kissinger et Mao Zedong.

Zhou serre la main du président Richard Nixon à son arrivée en Chine en février 1972.

Au début des années 1970, les relations sino-américaines commencent à s'améliorer. Les travailleurs de Mao dans l'industrie pétrolière, un des seuls secteurs économiques de la Chine à cette époque, conseillent au secrétaire[Qui ?] une importante importation de technologie et d'expertise américaine, afin de pouvoir atteindre les objectifs de croissance fixés par les dirigeants communistes. En janvier 1970, les Chinois invitent l'équipe américaine de tennis de table à venir en Chine, initiant ainsi une période de « diplomatie par le ping-pong ».
En 1971, Zhou Enlai rencontre secrètement le conseiller en sécurité du président Nixon, Henry Kissinger, qui est venu en Chine pour préparer une rencontre entre Richard Nixon et Mao Zedong. Zhou Enlai formule quatre demandes essentielles : retrait des troupes américaines de toute l'Indochine, retrait des troupes américaines de Taïwan, admission de la république populaire de Chine à l'ONU, et cessation de tout encouragement à la remilitarisation du Japon. Au cours de ces réunions, les États-Unis autorisent les transferts d'argent vers la Chine, afin de permettre aux armateurs américains de pouvoir commercer avec la Chine (bien qu'encore sous d'autres pavillons) et pour permettre les exportations chinoises vers les États-Unis pour la première fois depuis la guerre de Corée. À ce moment, les discussions sont considérées tellement sensibles qu'elles sont dissimulées au public américain, au Département d'État, au secrétaire d'État américain et à tous les gouvernements étrangers.
Le matin du 21 février 1972, Richard Nixon arrive à Pékin où il est accueilli par Zhou. Il y rencontre par la suite Mao Zedong. Le fond diplomatique de la visite de Nixon est dévoilé le 28 février dans le Communiqué de Shanghai. Il résume les positions des deux parties sans tenter de les résoudre. Les Américains réaffirment que leur engagement dans la guerre du Viêt Nam en cours ne constitue pas une « intervention extérieure » dans les affaires vietnamiennes, rappelle son engagement pour la « liberté individuelle » et appelle à continuer le soutien à la Corée du Sud. Les Chinois affirment que « où que soit l'oppression, il existe une résistance », que « toutes les troupes étrangères devraient retourner dans leur propre pays » et que la Corée devrait être réunifiée selon des demandes de la Corée du Nord. Les deux parties se rejoignent sur la non reconnaissance du statut de Taïwan. Les dernières parties du communiqué appellent à plus d'échanges diplomatiques, culturels, économiques et scientifiques et approuvent les intentions des deux parties à travailler ensemble pour « le relâchement des tensions en Asie et dans le monde ». Les résolutions du Communiqué de Shanghai représentent un important virage dans la politique des États-Unis et de la Chine.

## Grand Bond en avant
En 1958, Mao Zedong lance le Grand Bond en avant, afin d'augmenter les niveaux de production industrielle et agricole de la Chine jusqu'à des objectifs irréalistes. En tant qu'administrateur populaire et pratique, Zhou réussit à conserver sa position durant les événements. Il est décrit par au moins un historien comme étant la « sage-femme » du Grand Bond en avant, en donnant vie à la théorie de Mao et en mettant en place un processus à l'origine de la mort « d'un minimum de 45 millions » d'individus.
Au début des années 1960, le prestige de Mao commence à diminuer. Les politiques économiques de Mao dans les années 1950 ont échoué et il adopte un train de vie qui est de plus en plus éloigné de celui de ses collègues. Parmi les activités qui semblent incompatibles avec son image populaire, Mao nage dans sa piscine privée à Zhongnanhai, possède de nombreuses villas en Chine vers lesquelles il voyage en train privé… La combinaison de ses excentricités personnelles et des échecs de ses politiques publiques sont à l'origine de vives critiques de la part de vétérans révolutionnaires tels que Liu Shaoqi, Deng Xiaoping, Chen Yun et Zhou Enlai, qui semblent partager de moins en moins d'enthousiasme sur sa présence dans les hautes sphères du pouvoir ou sa vision de lutte révolutionnaire continuelle.

## Révolution culturelle

### Efforts initiaux de Mao et Lin
Afin d'améliorer son image et son pouvoir, Mao, avec l'aide de Lin Biao, entreprend un certain nombre de campagnes de propagande publique. Au début des années 1960, Lin publie un faux Journal intime de Lei Feng et sa compilation des Citations du Président Mao Zedong. La dernière action de propagande qui s'avèrera être également la plus efficace est la révolution culturelle.
La révolution culturelle est lancée en 1966. Quelles que soient les autres causes qu'elle défend, elle est ouvertement pro-maoïste et donne à Mao le pouvoir et l'influence pour purger le Parti de ses ennemis politiques dans les plus hautes sphères du gouvernement. En plus de la fermeture des écoles et universités en Chine, elle incite les jeunes Chinois à détruire les anciens monuments, les temples et les œuvres d'art. Ils attaquent également leurs enseignants, directeurs d'école, dirigeants du Parti et parents qu'ils considèrent comme révisionnistes. Après la proclamation du début de la révolution culturelle, certains membres expérimentés du PCC qui ont partagé l'hésitation de Zhou à suivre Mao, dont Liu Shaoqi et Deng Xiaoping, sont démis de leurs postes presque immédiatement. Leurs familles sont victimes de critique et d'humiliation publiques.

### Survie politique
Peu après leur éviction, Zhou demande la réintégration de Liu Shaoqi et Deng Xiaoping, mais il se heurte à Mao, Lin Biao, Keng Sheng et Chen Boda. Ce dernier suggère même que Zhou lui-même devrait être « considéré comme un contre-révolutionnaire », s'il ne s'aligne pas sur la ligne maoïste. Réalisant les menaces qui pèsent sur lui s'il ne soutient pas Mao, Zhou cesse ses critiques et commence à travailler plus étroitement avec le secrétaire du Parti et sa clique[réf. nécessaire].
Zhou donne son appui à l'établissement des organisations radicales des Gardes rouges en octobre 1966 et rejoint Chen Boda et Jiang Qing contre les factions des Gardes rouges considérés comme gauchistes et droitistes. Ceci ouvre la voie pour des attaques contre Liu Shaoqi, Deng Xiaoping et Tao Zhu en décembre 1966 et janvier 1967. En septembre 1968, Zhou décrit candidement sa stratégie de survie politique lors de la visite à Pékin de parlementaires japonais : « les opinions personnelles d'une personne devraient changer ou battre en retraite en fonction de la direction de la majorité ». Lorsqu'il est accusé d'être peu enthousiaste dans le soutien à la direction de Mao, il s'accuse lui-même de « mal comprendre » les théories de Mao, donnant ainsi une apparence de compromis avec les forces qu'il déteste secrètement et qu'il qualifie en privé d'infernales. Suivant sa stratégie de survie politique, Zhou travaille à aider Mao et restreint ses critiques lors de conversations privées.
Bien que Zhou Enlaï parvienne à ne pas être directement persécuté, il ne réussit pas à sauver certains de ses proches de la destruction de la révolution culturelle. Sun Weishi, sa fille adoptive, meurt en 1968 après sept mois de torture et d'emprisonnement par les Gardes rouges maoïstes. Après la fin de la révolution culturelle, les pièces de Sun sont re-mises en scène ; ceci constitue une critique de la bande des Quatre, que beaucoup de gens considèrent comme responsables de sa mort.
Au cours des années suivantes, Mao développe largement les politiques du pays alors que Zhou est chargé de les mettre en application, tout en tentant de modérer certains excès de la révolution culturelle. Malgré ses efforts, son impuissance face à de nombreux événements de cette période trouble est une grande blessure pour Zhou. Dans la dernière décennie de sa vie, la capacité de Zhou à implémenter les politiques de Mao et à garder la nation à flot durant les périodes d'adversité est telle que son importance pratique suffit à le sauver (avec l'aide de Mao), quelles que soient les menaces politiques dont il est victime. Dans les dernières heures de la révolution culturelle, en 1975, Zhou pousse pour mener les Quatre modernisations afin d'annuler les dommages causés par les politiques de Mao.
À la fin de la révolution culturelle, il devient la cible de campagnes politiques orchestrées par le secrétaire Mao et la bande des Quatre. La campagne Critique de Lin Piao et de Confucius en 1973 et 1974 est dirigée contre lui car il est considéré comme un des principaux opposants politiques de la Bande. En 1975, les ennemis de Zhou initient une campagne nommée Critique de Song Jiang et évaluation de Au bord de l'eau, qui encourage à utiliser Zhou comme un exemple de perdant politique.

### Tensions avec Mao
À la fin de la vie de Zhou, de nombreux signes montrent que la relation entre Zhou et Mao est très tendue. À la surprise de nombreux observateurs, Mao ne rend pas visite à Zhou au cours de ses derniers mois et ne publie aucun message personnel après sa mort pour louer les réussites ou contributions de Zhou pour la révolution. Il n'envoie pas de message de condoléances à la veuve de Zhou, qui est elle-même une importante et ancienne figure de la révolution et du PCC. Mao ne se rend à aucun service funéraire tenu dans le Grand hall du peuple dans les semaines suivantes.
Mao attaque ouvertement une proposition visant à déclarer publiquement Zhou comme étant un grand marxiste, ce qui reflète l'amertume qu'il a face à l'importante influence de Zhou. Lorsque quarante maréchaux et généraux proposent à Mao qu'il apparaisse brièvement aux funérailles de Zhou, il refuse, ordonnant à son neveu, Mao Yuanxin, d'expliquer au Politburo chinois que Mao ne pourra pas y participer car ceci serait une acceptation publique de déni de la révolution culturelle, auquel Zhou était opposé en privé. Mao s'inquiète que des expressions publiques de deuil puissent ensuite être utilisées contre lui et sa politique. Il soutient donc la campagne des Cinq nons qui vise à supprimer les expressions publiques de deuil pour Zhou après la mort du Premier ministre.
Les explications officielles quant au refus de Mao de reconnaître les réussites de Zhou s'appuient sur une supposée maladie de Mao, bien que ce dernier ne soit pas suffisamment malade pour éviter de recevoir le président de Sao Tomé-et-Principe seulement deux semaines après la mort de Zhou ou pour recevoir Richard Nixon quelques mois plus tôt. Peut-être pour renforcer l'impression de rupture entre Mao et Zhou, certaines rumeurs disent que Mao a refusé le traitement du cancer de Zhou et a ordonné le déclenchement de feux d'artifice à Pékin pour célébrer la mort de Zhou. Mais ces rumeurs n'ont pas été confirmées.

## Décès et réactions

### Maladie et décès
Après avoir découvert qu'il souffre d'un cancer de la vessie, Zhou transfère la plupart de ses responsabilités à Deng Xiaoping. Il est hospitalisé en 1974 mais continue à travailler depuis l'hôpital avec Deng. Sa dernière apparition publique importante est le dîner donné dans le Grand hall le 13 janvier 1975 au cours duquel il annonce la rédaction d'un rapport officiel sur le travail du gouvernement. Il meurt à 9 h 57 le 8 janvier 1976, à l'âge de 77 ans, soit huit mois avant Mao Zedong. Il était premier ministre sans interruption depuis octobre 1949.
De nombreux États non alignés font part de leurs vœux de condoléances, saluant ses talents de diplomate et de négociateur. Plusieurs pays déclarent que son décès est une terrible perte. Le corps de Zhou est incinéré et ses cendres sont dispersées dans les airs au-dessus de collines et de vallées, selon ses dernières volontés.

### Hommage
Quelle que soit l'opinion de Mao envers Zhou, le reste de la nation est plongé dans le deuil. Des correspondants étrangers rapportent que Pékin, peu de temps après le décès de Zhou, ressemble à une ville fantôme. Zhou a souhaité que ses cendres soient dispersées au-dessus des collines et des rivières de sa région natale, plutôt que conservées dans un mausolée cérémonial. Zhou parti, il apparaît clairement que le peuple chinois le vénère et le voit comme un symbole de stabilité dans les périodes chaotiques de l'histoire du pays.
Spence raconte que le vice-premier ministre Deng Xiaoping donne un éloge durant les funérailles nationales le 15 janvier 1976. Bien que la plupart de ce discours résonne comme des mots d'un homme d'État officiel du Comité central et consiste à décrire méticuleusement la carrière politique remarquable de Zhou, la fin de l'éloge funèbre est un hommage personnel au personnage, dans un ton très différent de la rhétorique habituelle utilisée lors des cérémonies officielles d'État. Parlant de Zhou, Deng utilise les mots suivants :
« Il était ouvert et honnête, portait attention à l'intérêt de la masse, observait la discipline du Parti, était strict à se "disséquer" lui-même et bon pour unifier l'ensemble des cadres, et confirmait l'unité et la solidarité du Parti. Il maintenait le cap et des liens étroits avec le peuple et montrait une chaleur sans limite envers tous les camarades et le peuple… Nous devrions apprendre de son style raffiné - étant modeste et prudent, sans prétention et accessible, montrant l'exemple par sa conduite, et vivant dans une voie du travail ardu. Nous devrions suivre son exemple d'adhésion à un style de vie prolétaire en opposition avec celui des bourgeois. »
Spence pense que cette déclaration est interprétée à cette époque comme une subtile critique de Mao et d'autres dirigeants de la révolution culturelle, auxquels on ne peut pas attribuer les qualités attribuées à Zhou dans ce discours. Quelles que soient les intentions de Deng, la bande des Quatre et plus tard Hua Guofeng augmentent la persécution envers lui peu de temps après qu'il a prononcé cet éloge.

### Suppression du deuil public
Après la cérémonie officielle du 15 janvier, les ennemis politiques de Zhou au sein du Parti interdisent officiellement toute démonstration publique de deuil. Les cinq interdictions les plus connues pour contrer les hommages à Zhou sont les Cinq nons : non au port de brassard noir, non aux couronnes mortuaires, non aux salles de deuil, non aux activités de mémoire et non à l'affichage de photos de Zhou. Des années de ressentiments de la révolution culturelle, la persécution publique de Deng Xiaoping (qui est fortement associé à Zhou aux yeux du peuple chinois) et une interdiction de toute manifestation publique de deuil conduisent au mécontentement populaire contre Mao et ses successeurs désignés (notamment Hua Guofeng et la bande des Quatre).
Les tentatives officielles d'application des cinq nons se traduisent par le démontage des mémoriaux publics et la destruction des affiches commémorant ses succès. Le 15 mars 1976, un important journal de Shanghai, Wenhui Bao, publie un article affirmant que Zhou était « le capitaliste infiltré dans le Parti [qui] voulait aider l’impénitent capitaliste [Deng] à regagner son pouvoir. » Ceci, parmi d'autres tentatives de propagande contre l'image de Zhou, ne fait que renforcer l'attachement public à la mémoire de leur ancien Premier ministre.

### Mouvement du 5 Avril
Dans les quelques semaines qui suivent le décès de Zhou, un événement spontané extraordinaire dans l'histoire de la RPC se produit. Le 4 avril 1976, la veille de la fête de Qing ming, au cours de laquelle les Chinois rendent traditionnellement hommage à leurs ancêtres décédés, des milliers de personnes se rassemblent autour du Monument aux Héros du Peuple sur la place Tian'anmen pour commémorer la vie et la mort de Zhou Enlai. À cette occasion, le peuple de Pékin honore Zhou en déposant des couronnes, des bannières, des poèmes, des affiches et des fleurs au pied du monument. Le but le plus évident de cette commémoration est de faire l'éloge de Zhou, mais Jiang Qing, Zhang Chunqiao et Yao Wenyuan sont également critiqués pour leurs mauvaises actions menées contre le Premier ministre. Quelques slogans déployés sur la place visent même directement Mao et sa révolution culturelle.
Près de deux millions de personnes se trouveraient sur la place le 4 avril. Les premières observations des événements ce jour-là rapportent que toutes les classes de la société sont représentées, du paysan le plus pauvre aux officiers de haut rang de l'APL et aux enfants de hauts dignitaires. Les participants sont motivés par un mélange de colère contre le traitement réservé à Zhou, la révolte contre Mao et sa politique, l'appréhension du futur de la Chine et la défiance contre ceux qui essaieront de punir la commémoration publique de la mémoire de Zhou. Rien ne laisse penser que cet événement est coordonné par une quelconque direction. Il s'agit d'une manifestation spontanée reflétant un sentiment public largement répandu. Deng Xiaoping est par contre absent et il conseille à ses enfants de ne pas se rendre sur la place.
Au matin du 5 avril, la foule venue se rassembler autour du mémorial découvre qu'il a été complètement détruit par la police durant la nuit, attisant ainsi leur colère. Les tentatives de dispersion des manifestants se traduisent par une violente émeute au cours de laquelle des voitures de police sont incendiées et plus de 100 000 personnes s'introduisent de force dans plusieurs bâtiments gouvernementaux autour de la place.
À 18h00, la plupart de la foule est dispersée mais un petit groupe reste jusqu'à 22h, lorsque les forces de sécurité entrent sur la place pour les arrêter. Il est fait état de 388 arrestations, même si certaines rumeurs annoncent des chiffres bien plus élevés. La plupart des personnes interpelées sont jugées devant une cour populaire à l'Université de Pékin ou en prison à travailler dans des camps. Des incidents similaires apparaissent dans différentes villes du pays : Zhengzhou, Kunming, Taiyuan, Changchun, Shanghai, Wuhan et Guangzhou. Certainement en raison de son étroite association avec Zhou, Deng Xiaoping est officiellement démis de toutes ses fonctions « à l'intérieur et à l'extérieur du Parti » le 7 avril.
Le décès de Zhou positionne désormais Deng comme le chef de file incontestable des réformistes. Réintégré à la direction du parti en 1977, il s'empare avec ses soutiens de la direction fin 1978.
Après avoir évincé Hua Guofeng et pris le contrôle de la Chine, Deng Xiaoping relâche les prisonniers des incidents ayant suivi la mort de Zhou. Ce geste fait partie des importants efforts menés pour inverser les effets de la révolution culturelle.

## Héritage
À la fin de sa vie, Zhou est largement perçu comme le représentant de la modération et de la justice dans la culture populaire chinoise. Après sa mort, il est considéré comme un négociateur capable, un maître dans la mise en œuvre de politiques, un révolutionnaire dévoué et un homme d'État pragmatique avec une écoute inhabituelle pour les détails et les nuances. Il est également reconnu pour son infatigable et dévouée éthique de travail, ainsi que pour son charme et son calme en public. Il est considéré comme le dernier bureaucrate mandarin dans la tradition confucéenne. Son comportement politique est considéré comme étant un éclairage de sa philosophie et de sa personnalité. Dans une large mesure, Zhou incarne le paradoxe inhérent aux politiques communistes avec une éducation traditionnelle : à la fois conservateur et radical, pragmatique et idéologique, possédé par une croyance en l'ordre et en l'harmonie ainsi qu'une foi, qu'il a développé petit à petit au fil du temps, dans le pouvoir progressiste de la rébellion et de la révolution.
En tant que croyant assidu de l'idéal communiste sur lequel repose la fondation de la RPC, Zhou est largement reconnu pour avoir modéré, dans les limites de son pouvoir, les excès des politiques radicales de Mao. Il a contribué à protéger les sites impériaux et religieux qui ont une large portée culturelle (comme le Palais du Potala à Lhassa au Tibet) des Gardes rouges. Il a également protégé certains hauts dignitaires, dont Deng Xiaoping, mais aussi des universitaires et des artistes durant les différentes purges.
Alors que certains dirigeants les plus anciens de la Chine sont aujourd'hui critiqués dans le pays, l'image de Zhou reste positive. De nombreux Chinois continuent à le vénérer comme étant sans doute le dirigeant le plus humain du XXe siècle. De nos jours, le PCC dépeint Zhou comme un dirigeant dévoué corps et âme, symbole important du Parti. Même les historiens qui énumèrent les fautes de Mao attribuent généralement les qualités opposées à Zhou : Il est cultivé alors que Mao est brut, cohérent où Mao est instable, stoïque où Mao est paranoïaque.
Toutefois, certains chercheurs critiquent récemment Zhou sur sa relation avec Mao et ses activités politiques durant la révolution culturelle. Ils affirment que la relation entre les deux hommes est plus complexe que celle communément dépeinte. Zhou est décrit comme étant inconditionnellement soumis et loyal à Mao et ses alliés, pointant sa façon de soutenir ou permettre la persécution d'amis et de proches pour éviter de subir lui-même une condamnation politique. Après la fondation de la RPC, il est incapable ou réticent à protéger les anciens espions qu'il a embauché durant la Guerre civile chinoise et la Seconde guerre mondiale lorsque ceux-ci sont persécutés pour leurs contacts en temps de guerre avec les ennemis du PCC. Au début de la révolution culturelle, il dit à Jiang Qing : « À partir de maintenant, tu prends toutes les décisions et je vais m'assurer qu'elles sont mises en œuvre. » Il déclare publiquement que son ancien collègue Liu Shaoqi « mérite de mourir » pour s'être opposé à Mao. Afin de se protéger contre les persécutions, Zhou a passivement accepté la persécution politique de beaucoup d'autres personnes dont son propre frère,,.
Selon l'explication officielle sur l'implication de Zhou durant la révolution culturelle, il n'aurait pas eu d'autre choix, si ce n'est de devenir un martyr politique. Son influence et ses compétences politiques sont telles que sans sa coopération le gouvernement entier, qu'il a passé sa vie entière à constituer, se serait effondré. Au regard des circonstances politiques des dix dernières années de sa vie, il est peu probable qu'il ait pu résister aux purges sans montrer son soutien à Mao à travers une aide active.
Un adage populaire en Chine compare Zhou à un budaoweng (un culbuto), ce qu'il laisse entendre qu'il était un opportuniste politique. Certains observateurs l'ont critiqué pour être trop diplomatique, évitant de prendre une posture claire dans des situations politiques complexes et restant au contraire élusif, ambigu et énigmatique.
Un politicien américain qui a rencontré Zhou en 1971 a écrit qu'il était profondément touché par ses qualités. En 1979, Henry Kissinger écrit qu'il a été très impressionné par l'intelligence et le personnage de Zhou, le décrivant « aussi à l'aise en philosophie, réminiscence, analyse historique, enquêtes tactiques, répartie humoristique […] [et pouvant] afficher une grâce personnelle extraordinaire ». Kissinger le considère comme « un des deux ou trois hommes les plus impressionnants que j'ai jamais rencontré », affirmant que « sa commande des faits, en particulier sa connaissance des événements américains et par ailleurs de mon propre parcours était stupéfiante », alors même que le diplomate américain était opposé à l'idéologie communiste que Zhou représente. Richard Nixon, dans ses propres mémoires, affirme qu'il a été impressionné par « l'intelligence et le dynamisme » exceptionnels de Zhou.
Peu après son accession au pouvoir, Deng Xiaoping surestime les succès de Zhou Enlai pour éloigner le PCC du Grand Bond en avant et de la révolution culturelle, qui ont sérieusement affaibli le prestige du Parti. Deng considère que les politiques désastreuses de Mao ne peuvent plus représenter les meilleures heures du Parti, contrairement à l'héritage et la personnalité de Zhou. En s'associant activement avec un déjà très populaire Zhou Enlai, son héritage est utilisé et parfois déformé comme outil politique pour le Parti.
Zhou est toujours largement vénéré en Chine. Après la fondation de la RPC, il ordonne à sa ville natale de Huai'an de ne pas transformer sa maison en mémorial et de ne pas maintenir les tombes de la famille. Ces volontés sont respectées de son vivant, mais aujourd'hui sa maison natale et son école ont été restaurées. Ces deux bâtisses sont visitées par de nombreux touristes chaque année. En 1998, Huai'an, afin de célébrer le centième anniversaire de la naissance de Zhou, inaugure un vaste parc commémoratif avec un musée consacré à sa vie. Il comprend une reproduction de Xihuating, le quartier dans lequel Zhou vivait et travaillait à Pékin.
La ville de Tianjin a ouvert un musée en hommage à Zhou et sa femme. La ville de Nankin a érigé un mémorial sur les négociations de 1948 entre les communistes et le gouvernement nationaliste, qui contient une statue en bronze de Zhou. Des timbres célébrant le premier anniversaire de son décès sont émis en 1977, ainsi qu'une autre série en 1998 à l'occasion de son centième anniversaire.